# Philipp Peter Roos
Pour les articles homonymes, voir Roos.
Philipp Peter Roos est un artiste peintre  et graveur à l'eau-forte allemand, surnommé Rosa di Tivoli, né à Francfort en 1655, mort à Rome le 17 janvier 1706.

## Biographie

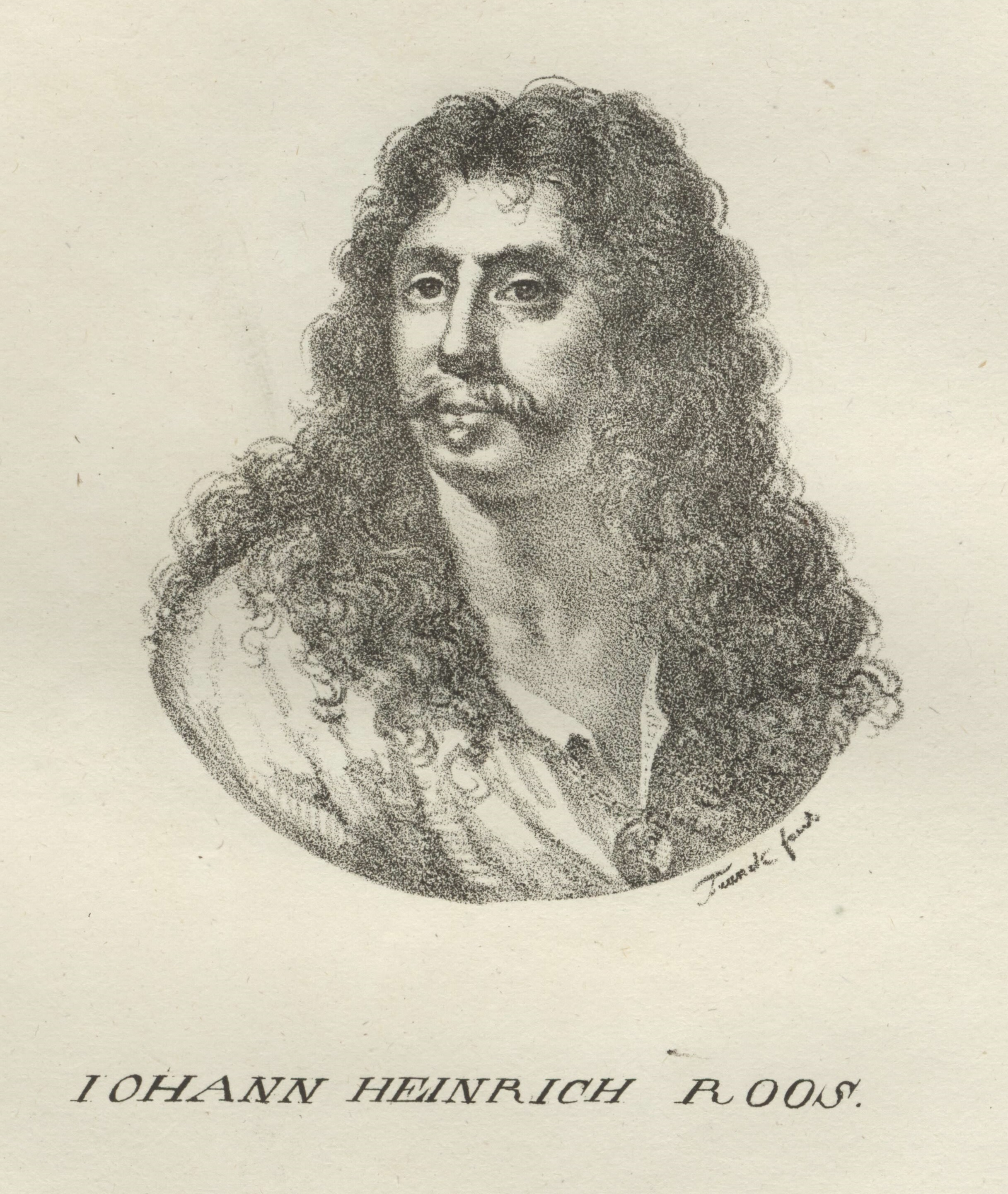
Johann Heinrich Roos, père de Philipp Peter, lithographie de Maximilien Franck.

Fils et élève de Johann Heinrich Roos, il montra de telles dispositions pour la peinture que Charles Ier, landgrave de Hesse-Cassel, l’envoya à ses frais en Italie. Arrivé à Rome en 1677, Philipp Roos s’adonna avec une ardeur extraordinaire au travail et apprit à peindre avec une facilité prodigieuse.
Le comte Martinez paria un jour avec un général suédois que Roos ferait un tableau pendant que, de leur côté, ils feraient une partie de cartes, durant une demi-heure. Le pari fut accepté, et la partie n’était point achevée que Roos montrait un charmant paysage, où se trouvaient une figure et des animaux. Roos, étant à Rome élève du peintre Giacinto Brandi, s’éprit de sa fille Maria Isabella qui était fort belle et parvint à lui faire partager son amour. Brandi, informé de cette intrigue, envoya sa fille au couvent en déclarant qu’il ne prendrait jamais pour gendre un peintre d’animaux. Plus amoureux que jamais, Roos voulut intéresser à son amour Innocent XI, à qui il fit dire qu’il voulait abjurer le protestantisme. Il se fit en effet catholique et le pape intervint auprès de Brandi, qui donna sa fille à Roos. Le lendemain du mariage, en 1681, celui-ci envoya à son beau-père tout ce que sa femme tenait de lui, en lui disant que le peintre d’animaux n’avait besoin de rien de ce qui lui appartenait. Brandi, furieux, déshérita sa fille et mourut peu après de chagrin et de dépit. Ce fut à cette époque que Roos alla habiter Tivoli, ce qui lui fit donner le nom de Rosa de Tivoli. Il multiplia tellement le nombre de ses œuvres, qu’il n’en trouva bientôt plus le débit et s’habitua à les vendre à vil prix. Roos ne tarda pas à tomber dans la misère et s’adonna à la débauche.
Il restait des mois entiers absent de chez lui, laissant sa femme dans sa maison, où elle n’avait pour toute compagnie que les animaux de toutes sortes qu’il y avait réunis. Pendant un voyage qu’il fit à Rome, le landgrave de Hesse voulut voir Roos, le chargea de lui faire quelques tableaux et lui en remit le prix. Mais le peintre oublia complètement d’exécuter ces toiles et mourut des suites de ses excès.
Roos fut le premier peintre d’animaux de son temps. Il peignait avec une extrême facilité et une rapidité qui ne nuisit jamais au fini de ses ouvrages. Son dessin est correct, sa touche large et moelleuse ; ses ciels sont légers et transparents, ses fonds bien entendus, et ses sites sont une imitation parfaite de la nature.
L’Italie surtout est riche en tableaux de ce maître. Le Louvre possède de lui un Mouton dévoré par un loup et le musée de Vienne une Vue des cascades de Tivoli. On a aussi de lui quelques gravures fort remarquables, « des eaux-fortes sur des sujets rustiques qui sont très rares ».

## Expositions
- Künstler sehen Tieren, Musée Herzog Anton Ulrich, Brunswick (Basse-Saxe), 1977.
- Roos, eine deutsche Künstlerfamilie des 17. Jahrhunderts, Kupferstichkabinett Berlin, 1986.
- Les collectionneurs toulousains du XVIIIe siècle, Musée Paul-Dupuy, Toulouse, 2001.
- Les toiles transalpines du musée des Beaux-Arts, Vieille Charité, Marseille, juin-septembre 2010[4].

## Réception critique
- « On lui a parfois reproché de négliger la composition de ses tableaux ; nous dirions volontiers que ce défaut nous paraît presque une qualité, car il nous semble avoir cherché surtout le naturel dans le placement de ses personnages et de ses animaux, souvent dans des paysages de ruines antiques. Bien que ses peintures aient noirci avec le temps, elles conservent encore une coloration agréable. » - Dictionnaire Bénézit[3]

## Collections publiques

### Allemagne
- Musée Suermondt-Ludwig, Aix-la-Chapelle, Berger avec troupeau dans la campagne romaine.
- Kupferstichkabinett Berlin, dessins.
- Gemäldegalerie Alte Meister, Cassel (Hesse) :
  - Gibier et deux chiens.
  - Vieux et jeune bergers avec troupeau et chien.
  - Jeune berger avc son troupeaun à Tivoli.
  - Butin de chasse avec deux chiens.
  - Berger, troupeau buvant à un ruisseau, chien.
  - Brebis et chèvre avec chien de berger.
  - Berger avec troupeau et deux chiens.
  - Bergers assis, troupeau et chien.
  - Troupeau de bœufs et chèvres.
- Musée régional de la Hesse, Darmstadt :
  - Troupeau au repos.
  - Animaux.
- Collections nationales de Dresde :
  - Berger et troupeau dans les ruines.
  - Berger et troupeau à Tivoli.
  - Noé pendant le déluge.
  - Berger à cheval et troupeau, deux tableaux.
  - Berger demi-nu et troupeau.
  - Berger au repos et troupeau.
  - Troupeau, montagnes et ruines[5].
- Museum Kunstpalast, Düsseldorf, dessins.
- Musée Städel, Francfort :
  - Brebis et chèvre dans un paysage rocheux, huile sur toile, 89x113cm[6].
  - Brebis et bélier.
- Niedersächsisches Landesmuseum, Hanovre :
  - Paysages rocheux, deux tableaux.
- Bétail au repos.
- Staatliche Kunsthalle, Karlsruhe, Groupe de chèvres et de moutons.
- Musée des Beaux-Arts de Leipzig :
  - Brebis et chèvres au pâturage.
  - Cheval attelé, chèvres, moutons, chien et berger au puits.
- Musée du Land, Mayence, Animaux.
- Collection de peintures de l'État de Bavière (Alte Pinakothek, Munich et Galerie nationale du nouveau château de Schleissheim) :
  - Troupeau à la fontaine, huile sur toile 118x153cm.
  - Libérarion de Io, huile sur toile 249x264cm, ancienne collection des princes-évêques de Bamberg.
  - Déplacement du troupeau avec bergers, huile sur toile 174x227cm.
  - Partie du troupeau, deux huiles sur toiles 75x92cm, ancienne collection du monastère de Weitenstephan.
  - Berger avec troupeau de chèvres, cheval et deux chiens, huile sur toile 145x220cm.
  - Couple de bergers et petit bétail dans la campagne italienne, huile sur toile 75x91cm.
  - Paysage avec bétail et berger, huile sur toile 132x132cm.
  - Troupeau au repos avec bergers, huile sur toile 178x231cm.
  - Bétail, huile sur toile 158x177cm.
  - Bétail, huile sur toile 119x153cm.
  - Bétail, deux huiles sur toiles 38x46cm.
  - Chèvres et troupeau de moutons, huile sur toile 59x72cm, ancienne collection de l'abbaye de Benediktbeuern.
- Musée historique du Palatinat, Spire :
  - Berger avec moutons et chèvres, huile sur toile 98x79cm[7].
  - Paysage avec berger assis, troupeau de chèvres et taureaux, huile sur toile 93x134cm[8].
  - Nature morte de chasse, huile sur toile 33x36cm[9].
- Staatsgalerie, Stuttgart.

Œuvres de Philipp Peter Roos dans la collection de peintures de l'État de Bavière
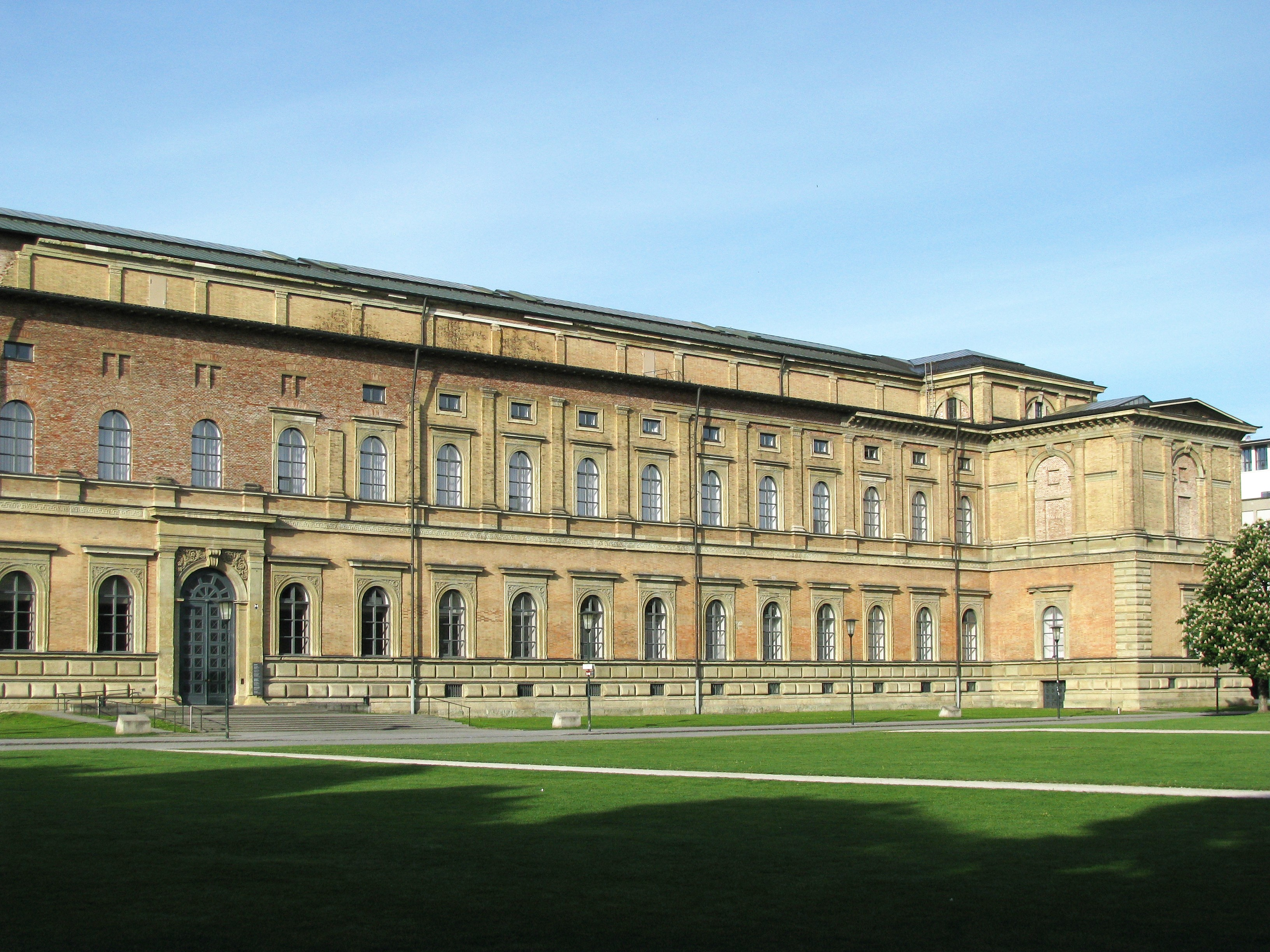
Alte Pinakothek, Munich
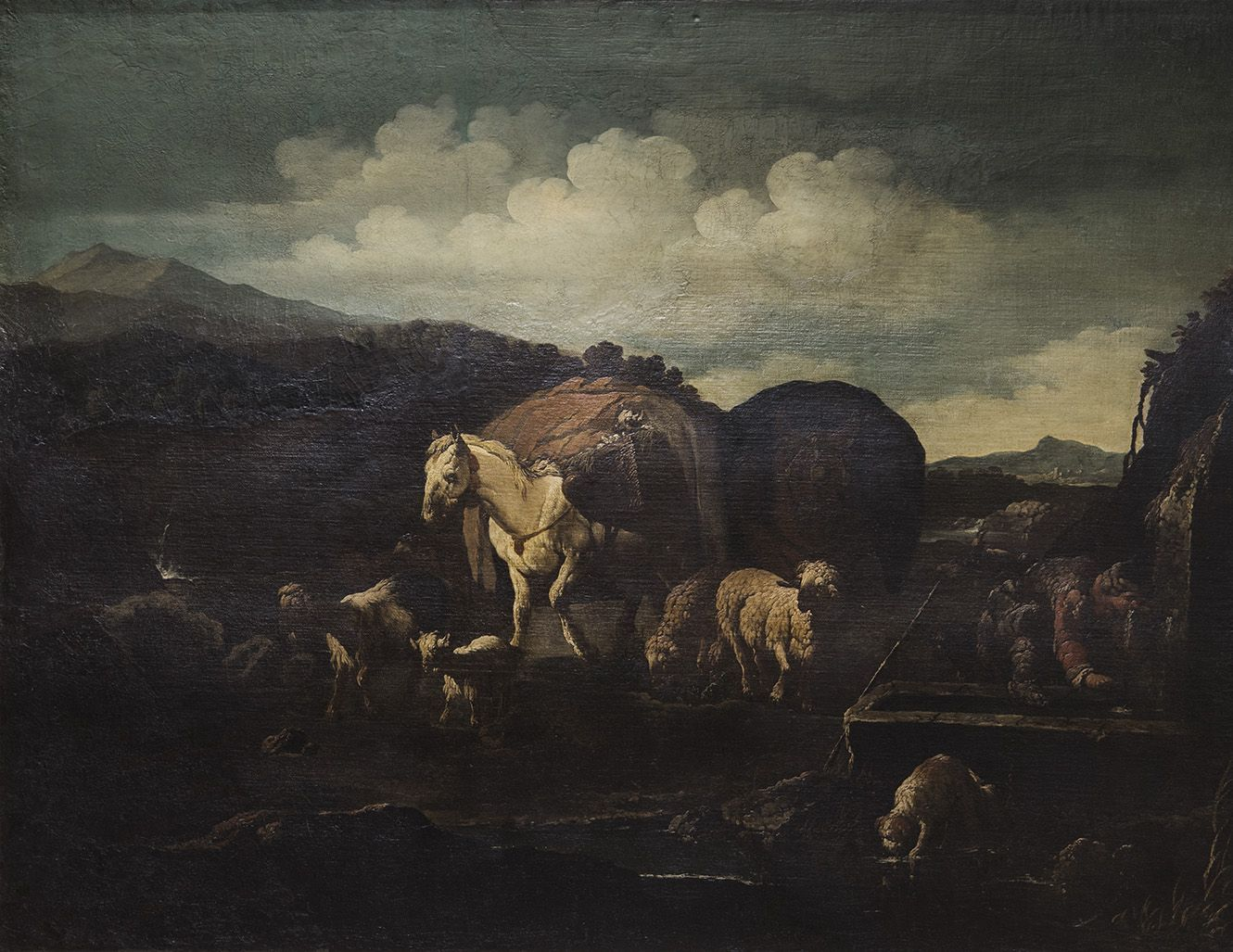
Troupeau à la fontaine
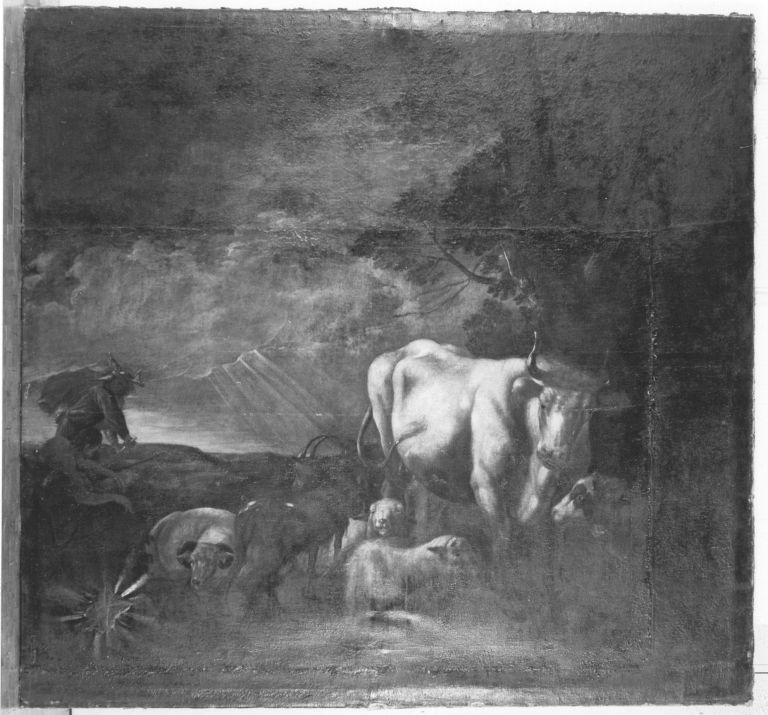
Libération de Io
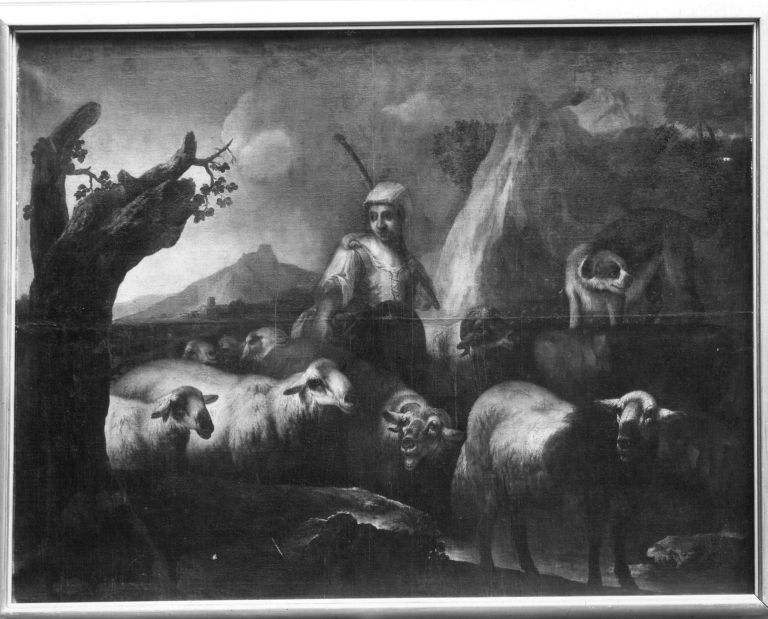
Déplacement du troupeau avec bergers
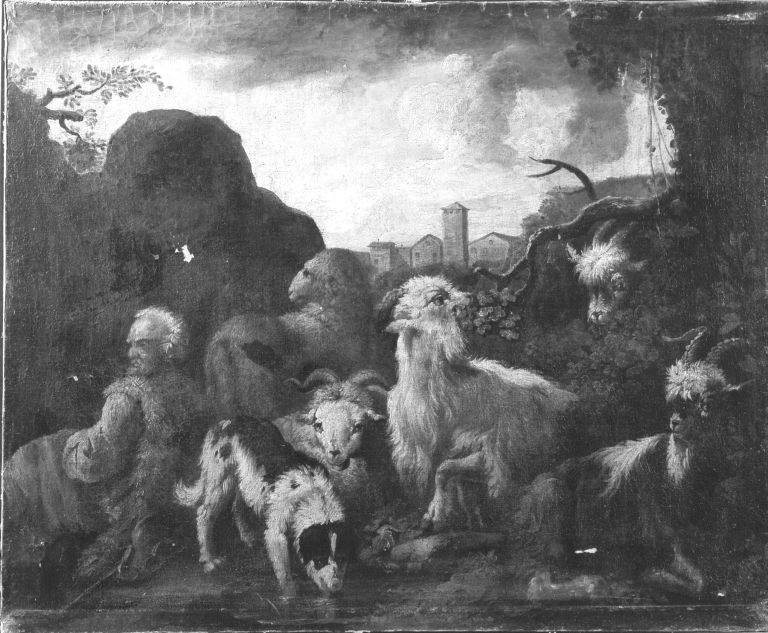
Partie du troupeau (1)
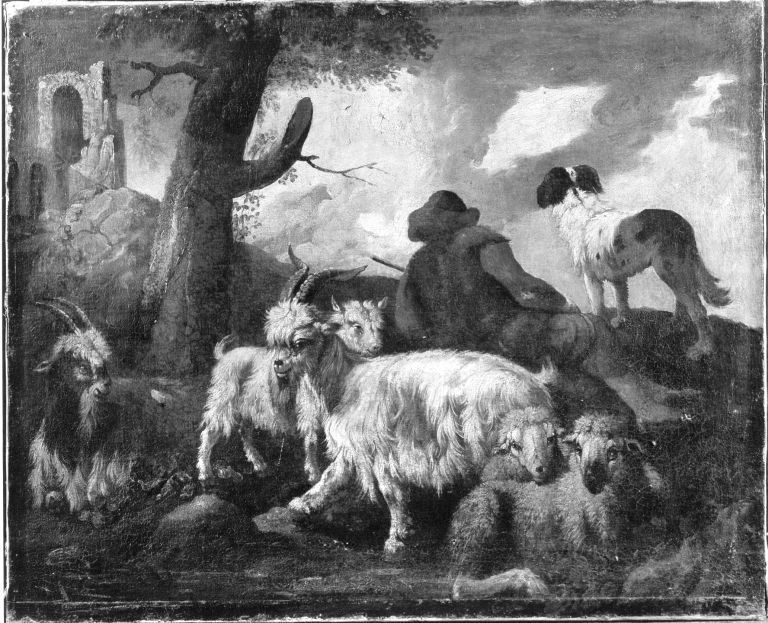
Partie deu troupeau (2)
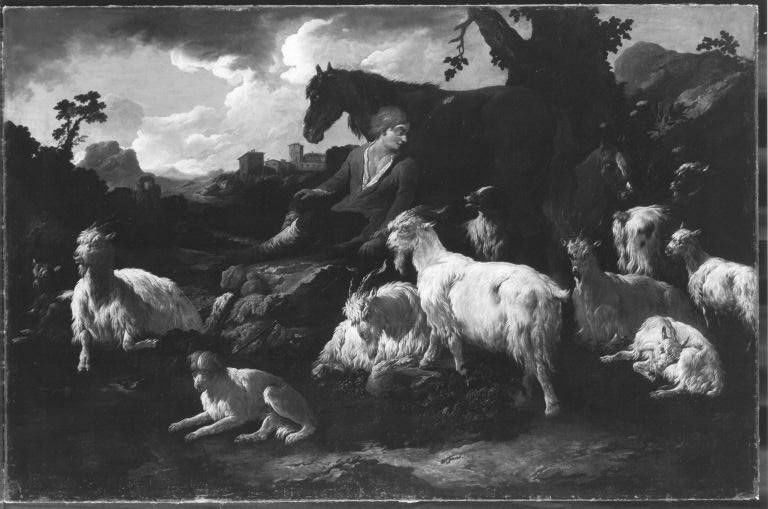
Berger avec troupeau de chèvres, cheval et deux chiens
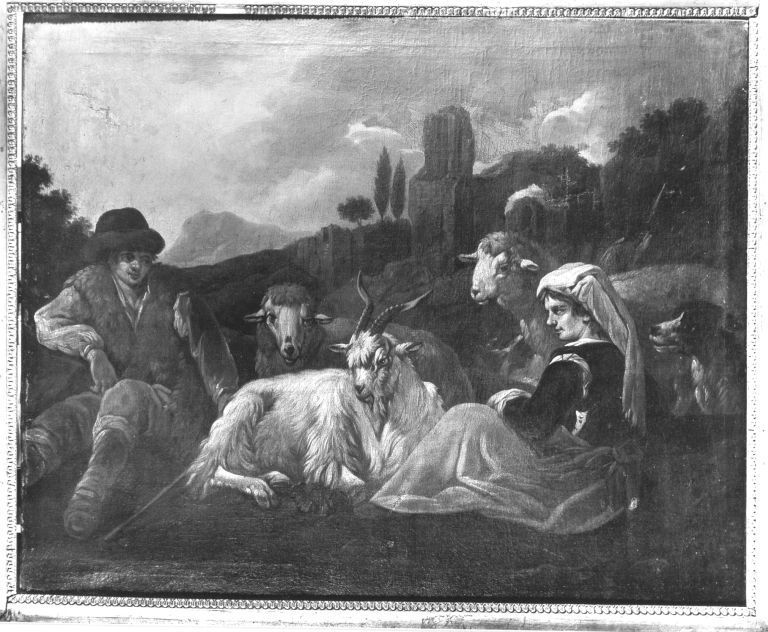
Couple de bergers et petit bétail dans la campagne italienne
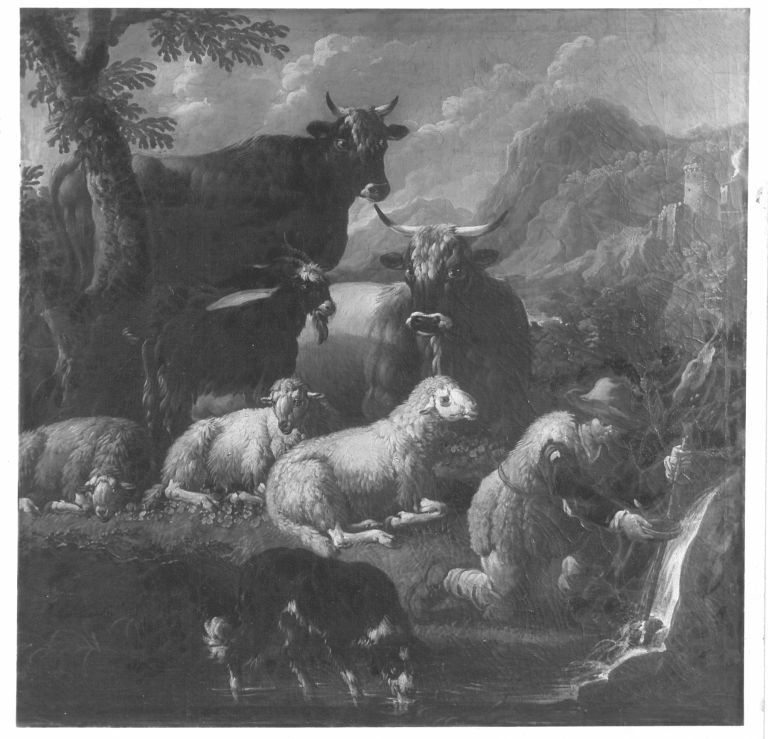
Paysage avec bétail et berger
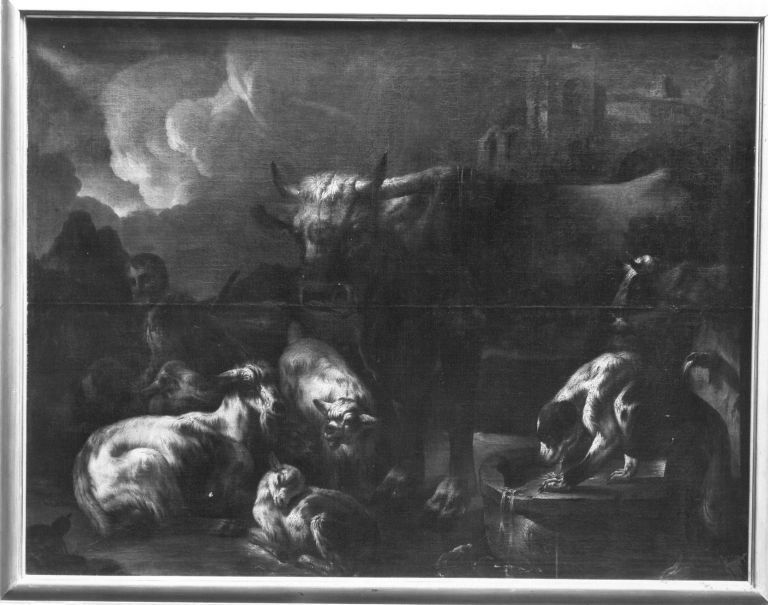
Troupeau au repos avec berger
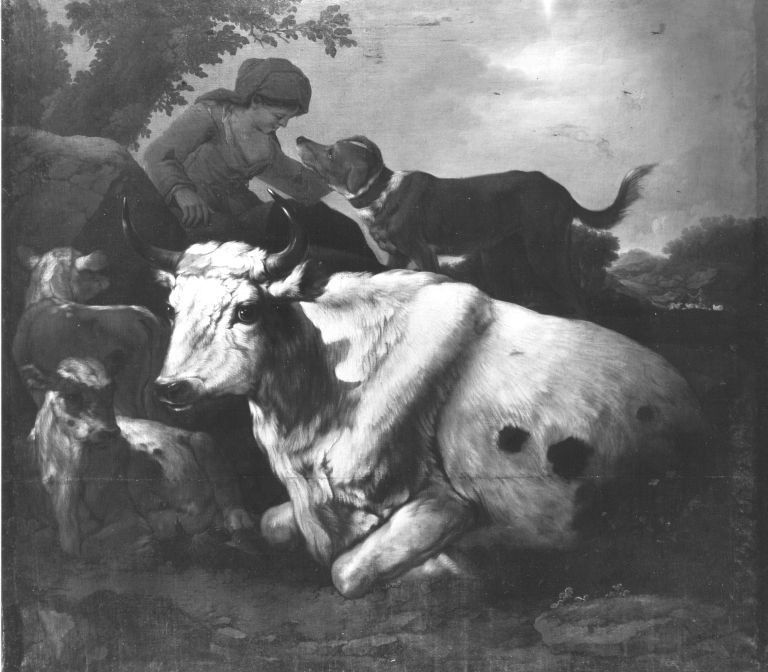
Bétail, 158x177cm
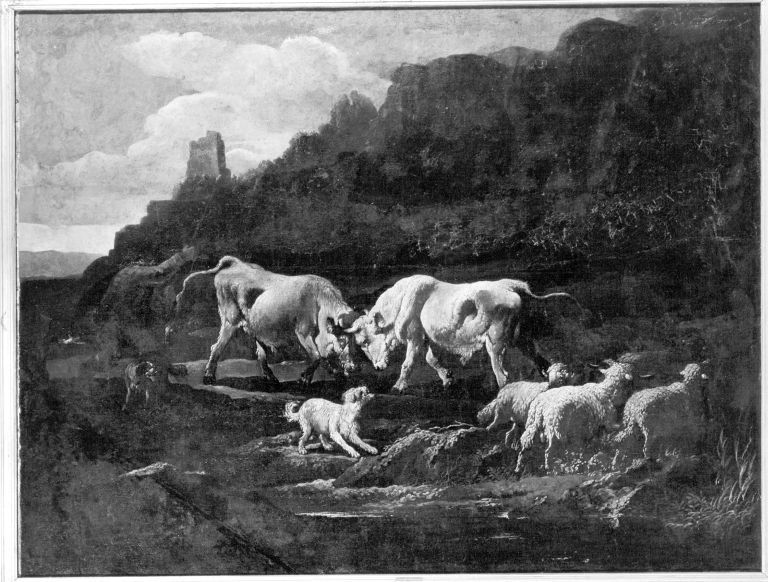
Bétail, 119x153cm
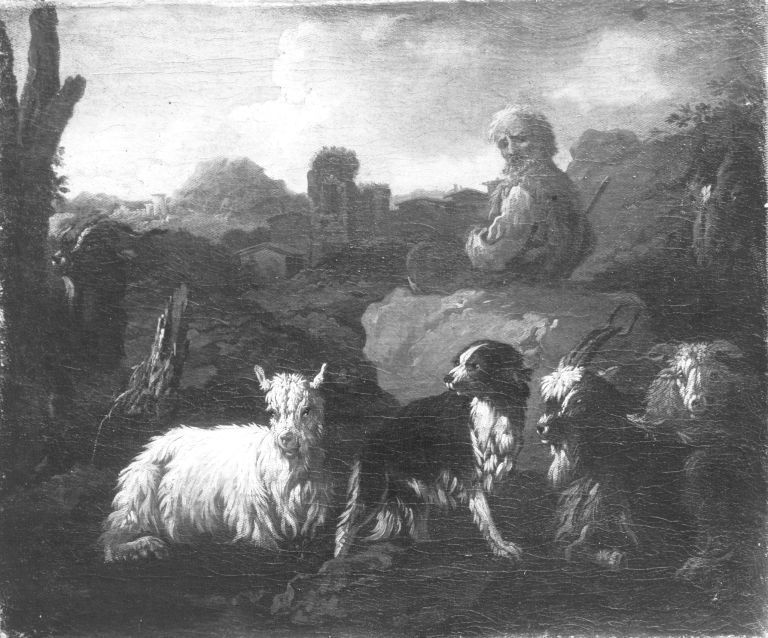
Bétail, 38x46cm
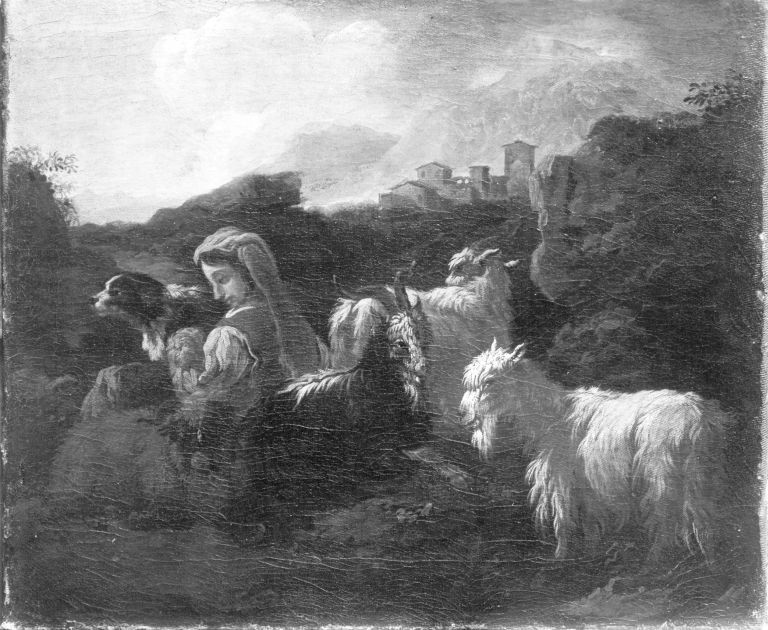
Bétail, 38x46cm
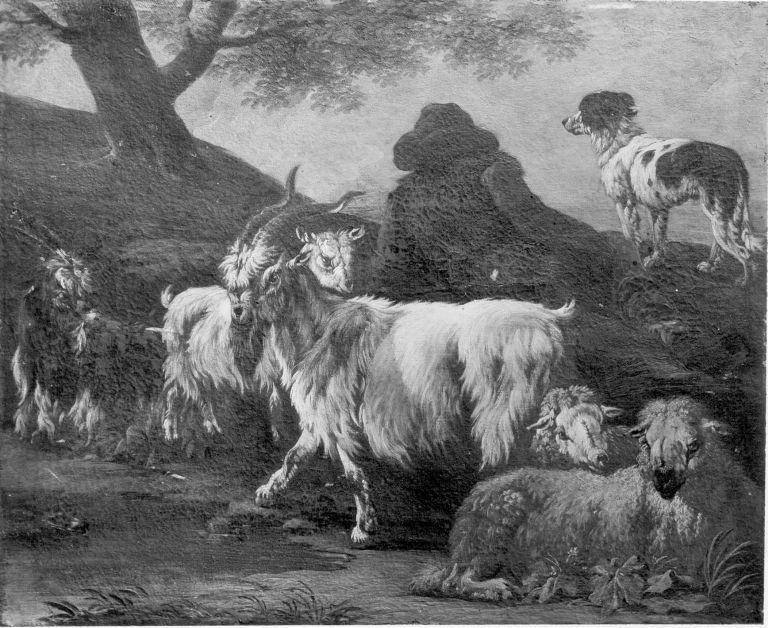
Chèvres et troupeau de moutons

### Argentine
- Musée national des Beaux-Arts, Buenos Aires[10] :
  -  Berger et animaux dans un paysage, deux tableaux.
  - Paysage avec berger et animaux.
  - Paysage avec figures et animaux.

Philippe Peter Roos dans les collections du Musée national des Beaux-Arts, Buenos Aires
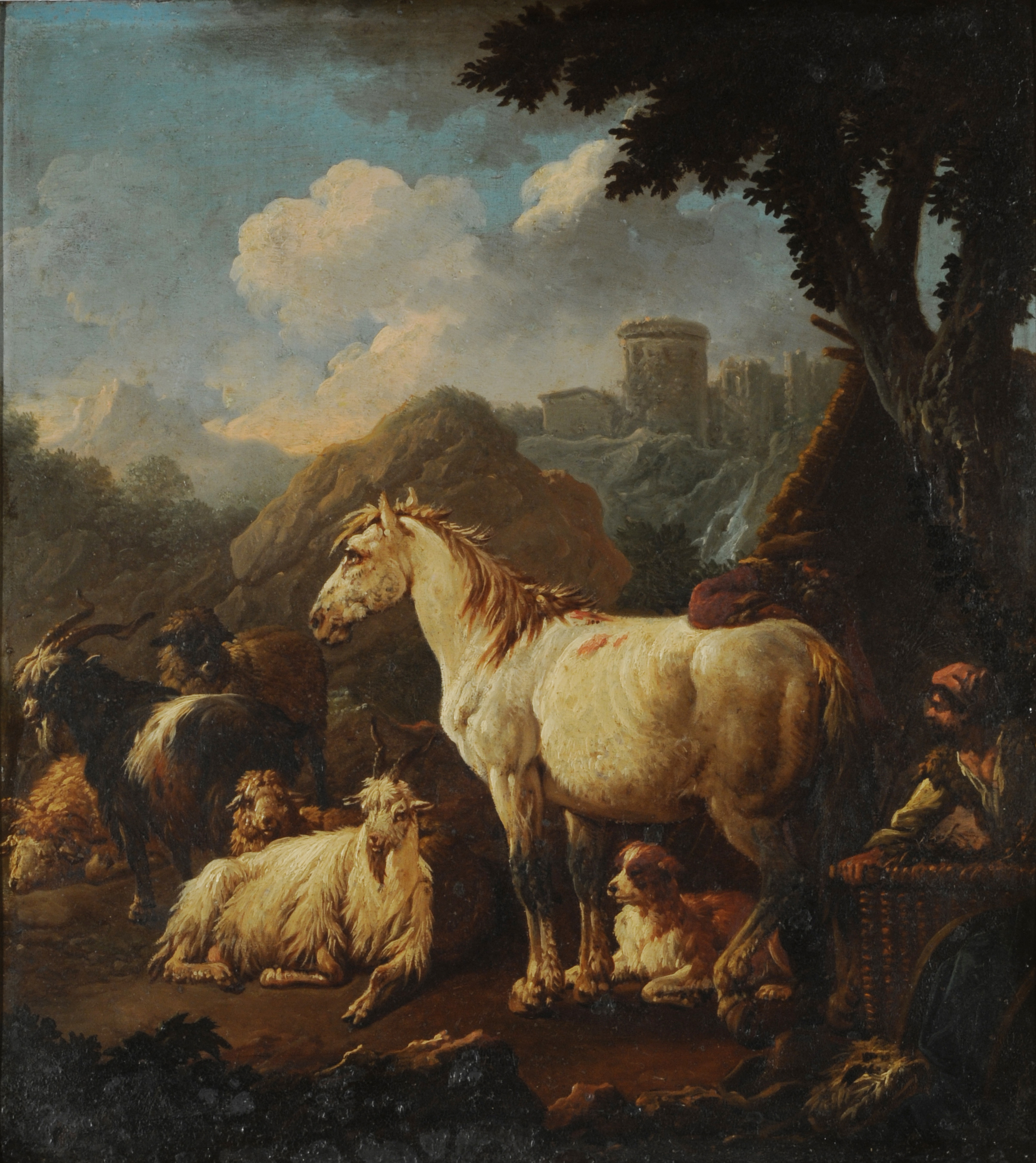
Berger et animaux dans un paysage (1)
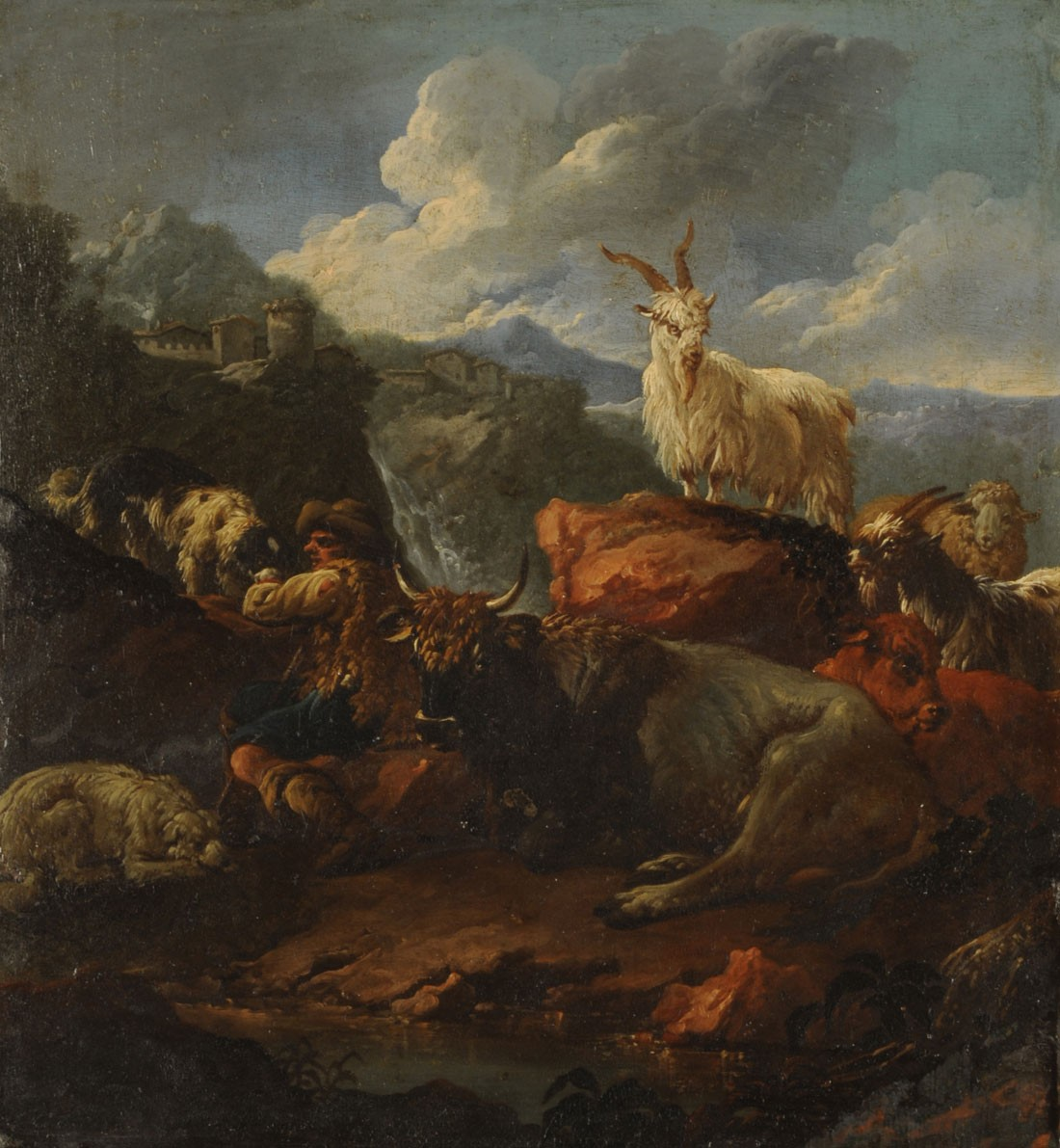
Berger et animaux dans un paysage (2)
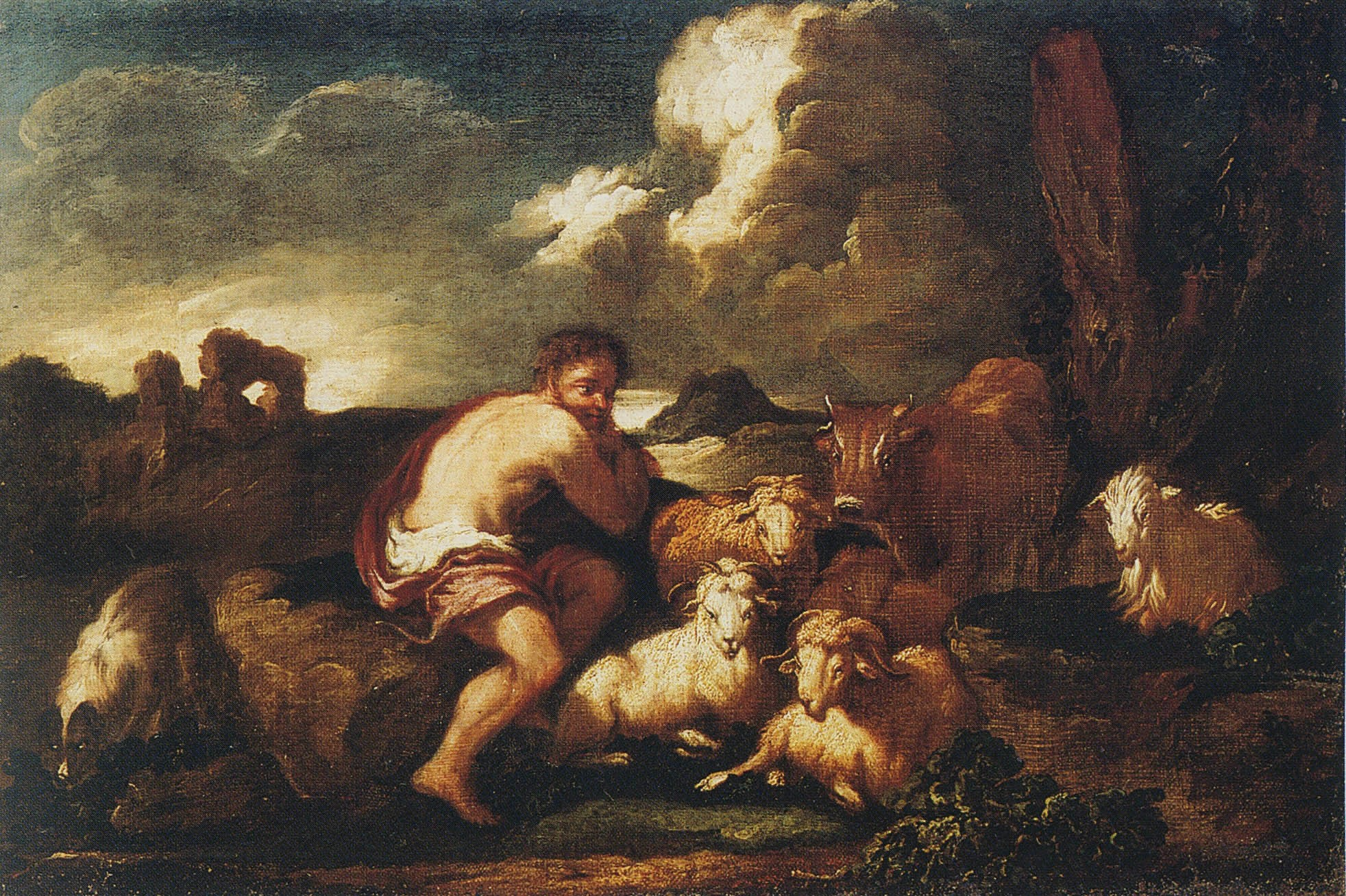
Paysage avec berger et animaux
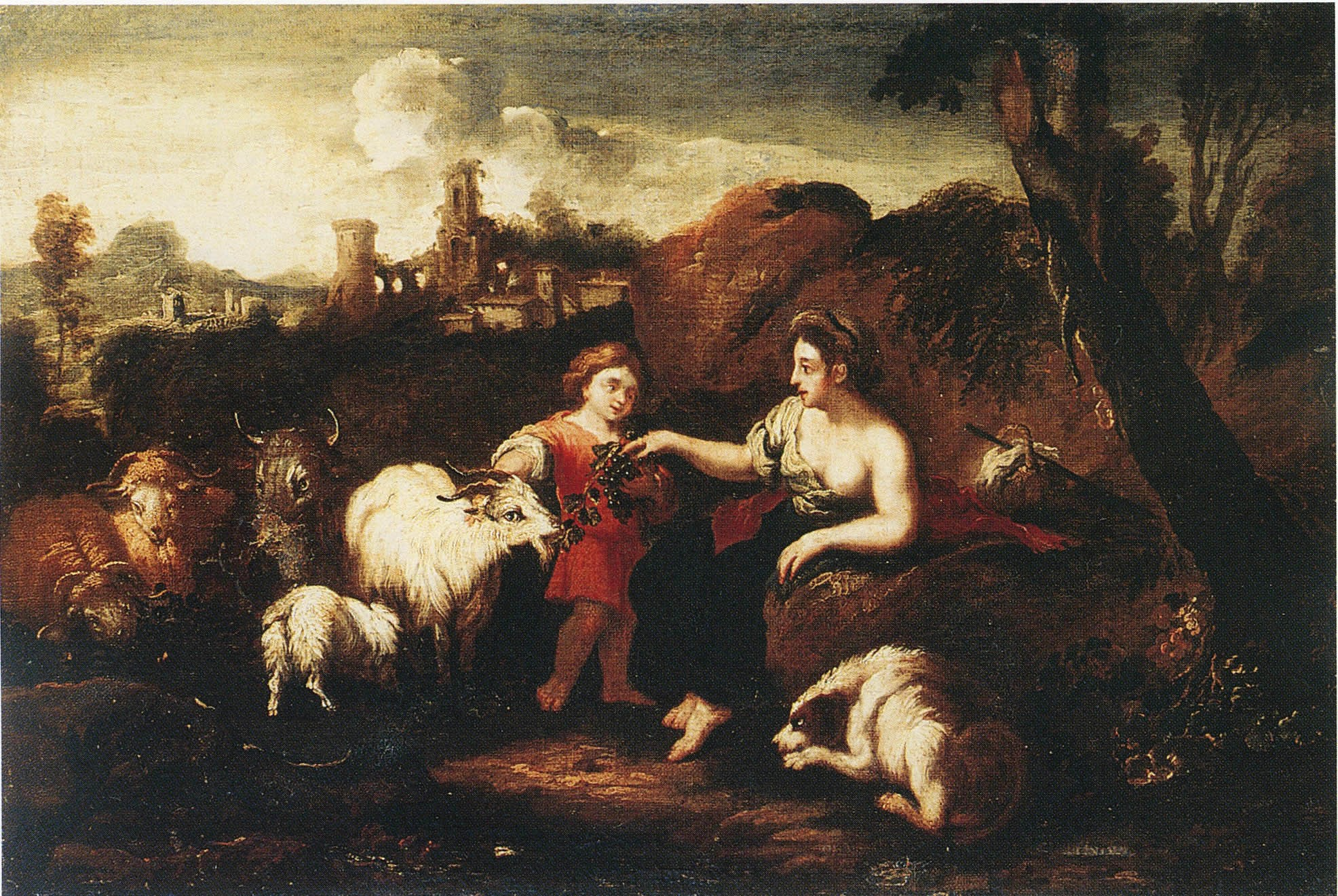
Paysage avec figures et animaux

### Australie
- National Gallery of Victoria, Melbourne, Bétail dans un paysage.

### Autriche
- Musée universel de Joanneum, Graz[11] :
  - Chien et mouton.
  - Taureau, chèvre et mouton.
- Musée d'Histoire de l'art de Vienne :
  - Troupeau avec berger endormi, huile sue toile 200x295cm[12].
  - Paysage avec troupeau de moutons, huile sur toile 188x283cm[13].
  - Choc de cavalerie, huile sur toile 92x170cm[14].
- Musée Liechtenstein, Vienne, Berger et mouton.

### Belgique
- Musées royaux des Beaux-Arts de Belgique, Bruxelles, Pâtre italien gardant ses chèvres.

### Danemark
- Statens Museum for Kunst, Copenhague.

### Espagne
- Musée du Prado, Madrid[15] : 

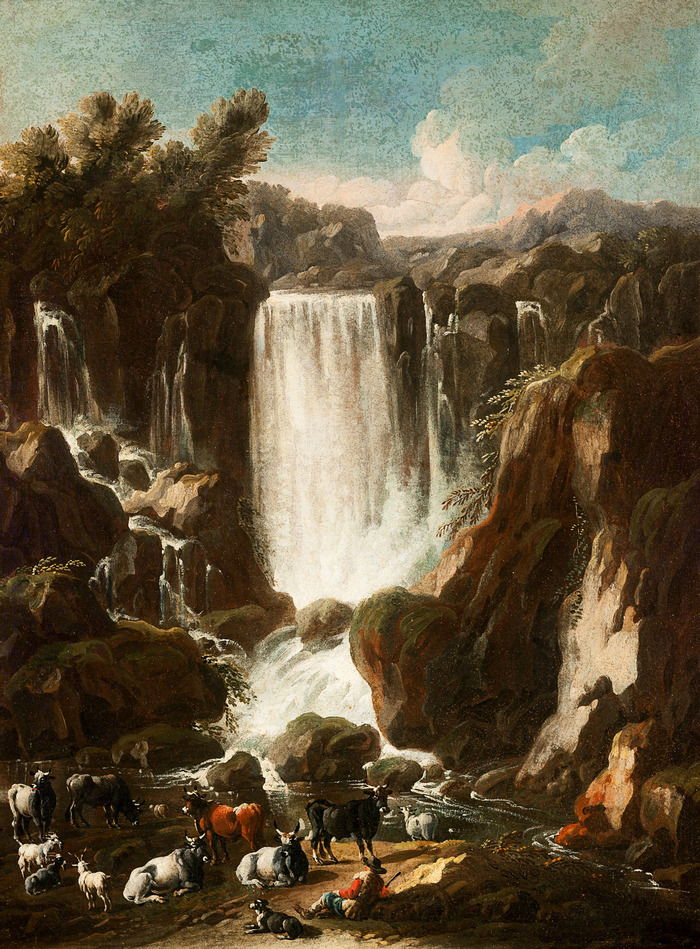
Cascades de Tivoli avec un troupeau, Musée Camón Aznar.

  - Chèvres, moutons, vache et berger, huile sur toile, 94x130cm.
  - Troupeau de moutons avec berger, huile sur toile, 196x290cm.
  - Troupeau de chèvres avec un chien et un berger, huile sur toile, 124x179cm.
  - Cabane, chèvres, chevreaux et bergère, huile sur toile, 121x172cm.
  - Animaux sur le chemin de l'arche, huile sur toile, 199x295cm.
  - Orphée et les animaux, huile sur toile, 194x291cm.
  - Vaches, moutons et chèvres, huile sur toile, 198x295cm.
- Musée Camón Aznar, Saragosse, Cascade de Tivoli avec un troupeau[16].

### États-Unis
- Musée des Beaux-Arts, Boston, Paysage et personnages.
- Fogg Art Museum, Cambridge (Massachusetts).
- Musée d'Art d'Indianapolis.
- J. Paul Getty Museum, Los Angeles, Descente de croix, dessin[17].
- Metropolitan Museum of Art, New York, Berger avec sa famille et des chèvres, dessin[18].
- Musée d'Art de l'université de Princeton.
- De Young Museum, San Francisco, Jeune berger avec moutons et chèvres, huile sur toile[19].

Philipp Peter Roos dans les collections aux États-Unis
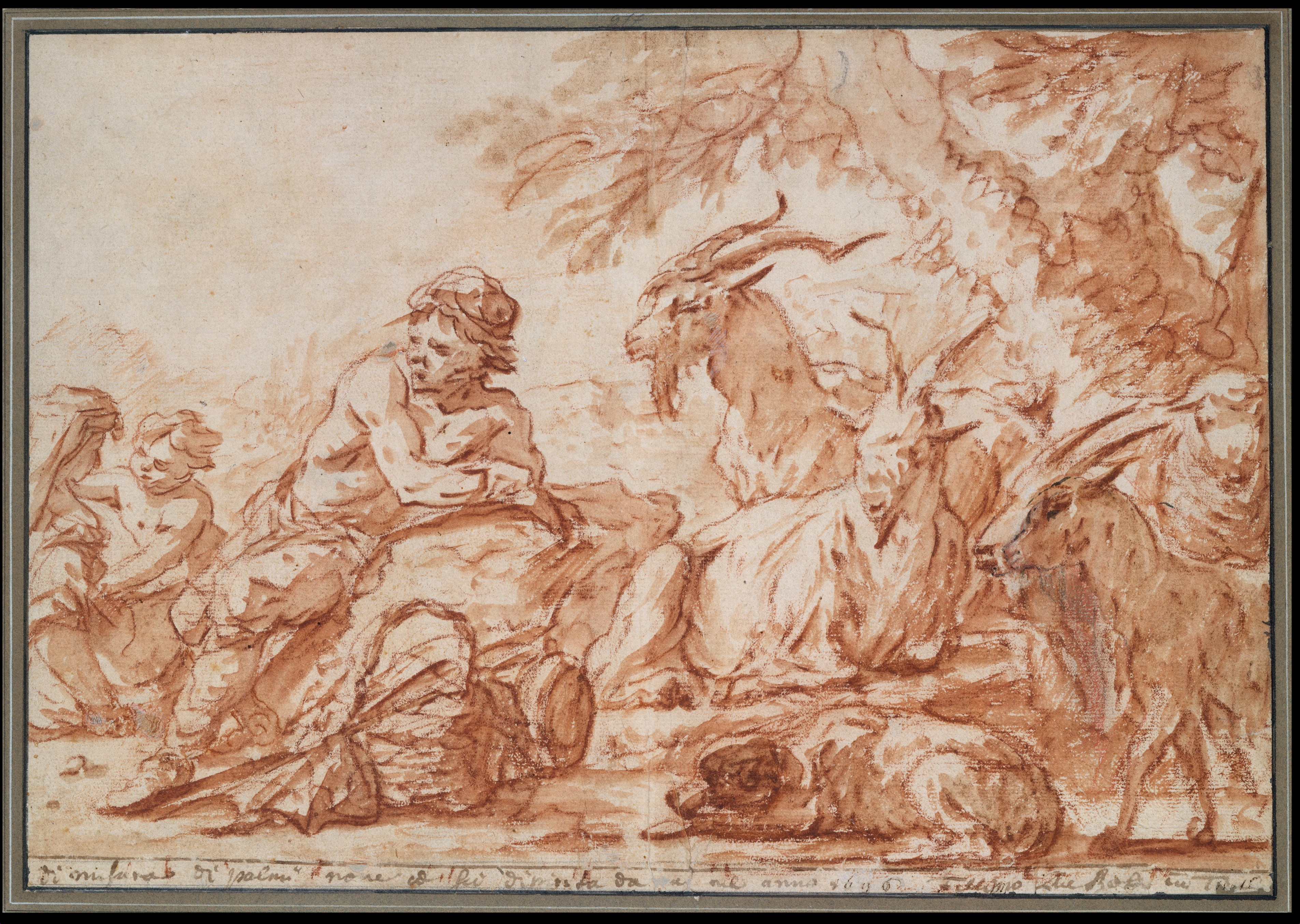
Berger avec sa famille et des chèvres, Metropolitan Museum of Art

### France
- Musée Granet, Aix-en-Provence :
  - Moutons et chèvres au bord de l'eau.
  - Moutons et chèvres.
  - Groupe de têtes de chèvres.
- Musée Fesch, Ajaccio[20] :
  - Chèvres, vaches et brebis.
  - Paysage.
  - Chasseur avec sanglier, huile sur toile 144x220cm[21].
  - Scène de chasse avec un porc-épic, huile sur toile 144x182cm[21].
  - Nature morte de chasse, huile sur toile, 216x143cm[21].
- Musée de Picardie, Amiens, Chèvres à la fontaine.
- Musée des Beaux-Arts d'Arras, Bergers et troupeaux.
- Musée Calvet, Avignon :
  - Paysage et animaux, deux tableaux.
  - Berger et troupeau, deux tableaux.
- Musée d'Art et d'Histoire d'Avranches, Animaux.
- Musée des Beaux-Arts de Béziers, Animaux.
- Musée des Beaux-Arts de Bordeaux :
  - Chèvres et béliers, huile sur toile 24x32cm[22].
  - Paysage avec animaux.
  - Paysages et ruines.
  - Paysage d'Italie avec berger vu de dos, huile sur toile 33x43cm (attribuée)[23].
- Musée municipal de Bourg-en-Bresse, Animaux.
- Musée d'Art et d'Histoire de Chaumont, Paysage ancien.
- Musée Thomas-Henry, Cherbourg-en-Cotentin :
  - Brebis dans un paysage.
  - Deux chèvres traversant une mare.
- Musée Quesnel-Morinière, Coutances :
  - Paysage avec animaux.
  - Intérieur de forêt.
- Musée Magnin, Dijon, Chevaux, chèvres et moutons, huile sur toile[24].
- Musée de la Chartreuse de Douai, Paysage avec animaux.
- Musée départemental d'art ancien et contemporain, Épinal, Pâtre endormi et troupeau.
- Musée Baron-Martin, Gray (Haute-Saône), Le repos du troupeau et Le repos du chevrier, deux pendants, huiles sur toile, 64 x 50 cm.
- Château de Jossigny, Paysage animé d'un troupeau, huile sur toile.
- Musée Jeanne-d'Aboville, La Fère, Animaux.
- Musée de Tessé, Le Mans :
  - Troupeau de chèvres et de moutons avec un pâtre endormi.
  - Troupeau de chèvres et de moutons avec une bergère.
- Palais des Beaux-Arts de Lille, Le troupeau.
- Hôtel de préfecture du Rhône, Lyon.
- Musée des Beaux-Arts de Marseille, Chevaux à l'abreuvoir, huile sur toile..
- Musée de la Cour d'Or, Metz, Bergers et animaux dans un paysage.
- Musée Ingres, Montauban.
- Musée des Beaux-Arts de Nancy, Troupeau couché dans les ruines.
- Musée d'Arts de Nantes, Boucs, chèvres, moutons et bergers.
- Musée d'Art et d'Histoire de Narbonne : Bergers et moutons.
- Musée des Beaux-Arts de Nice, L'heure du repos.
- Musée des Beaux-Arts de Nîmes :
  - Paysage avec chèvres et chevrier.
  - Ruines dans un paysage.
- Musée des Beaux-Arts d'Orléans, Moutons.
- Musée du Louvre, Paris, Loup dévorant un mouton.
- Musée des Beaux-Arts de Quimper, dix gravures à l'eau-forte et au burin, sujets animaliers[25].
- Musée d'Art de Toulon, Animaux dans un paysage.
- Musée des Augustins de Toulouse, Taureau romain.
- Musée des Beaux-Arts de Valenciennes, Béliers et moutons.

Philipp Peter Roos dans les collections françaises
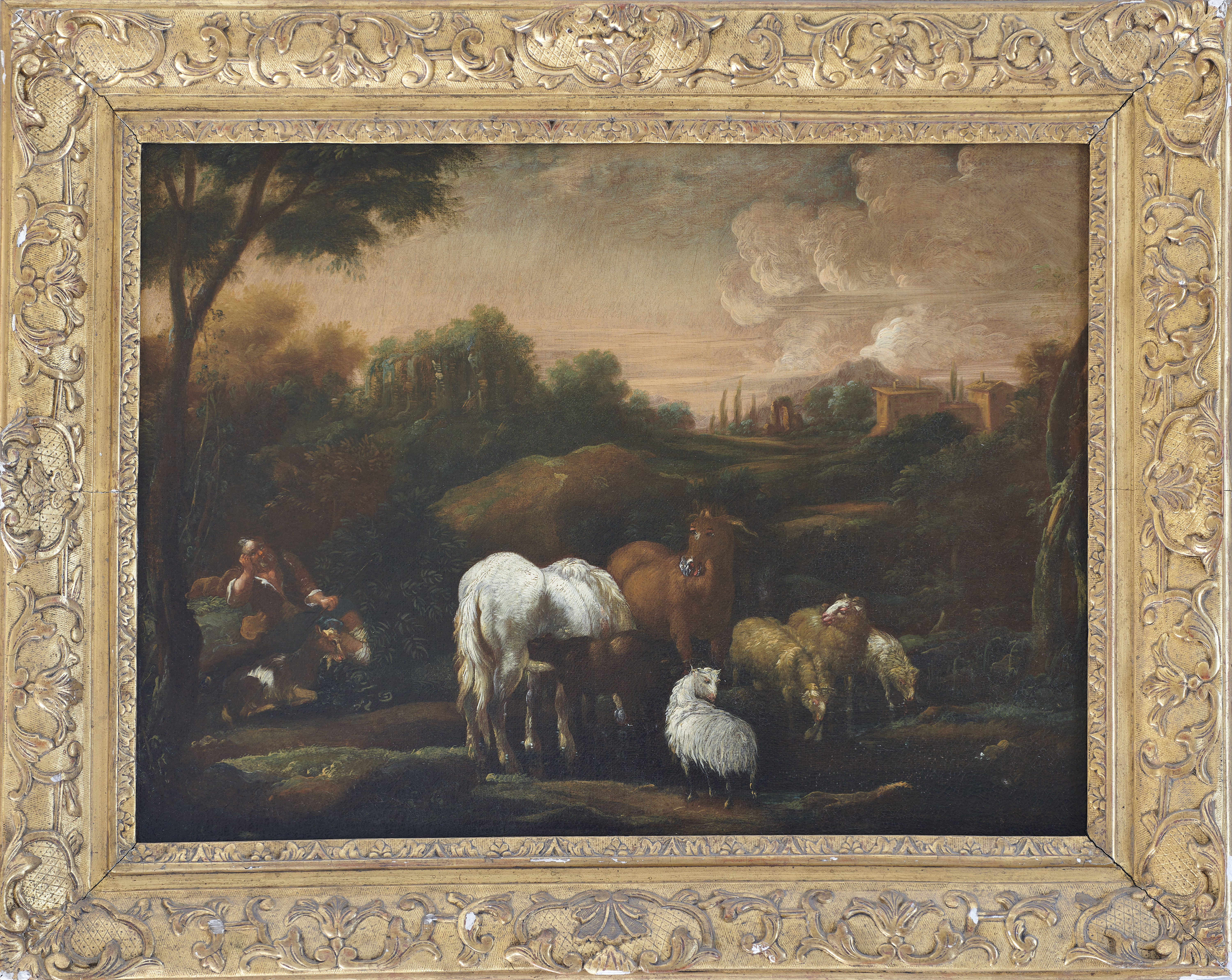
Paysage animé d'un troupeau, château de Josselin
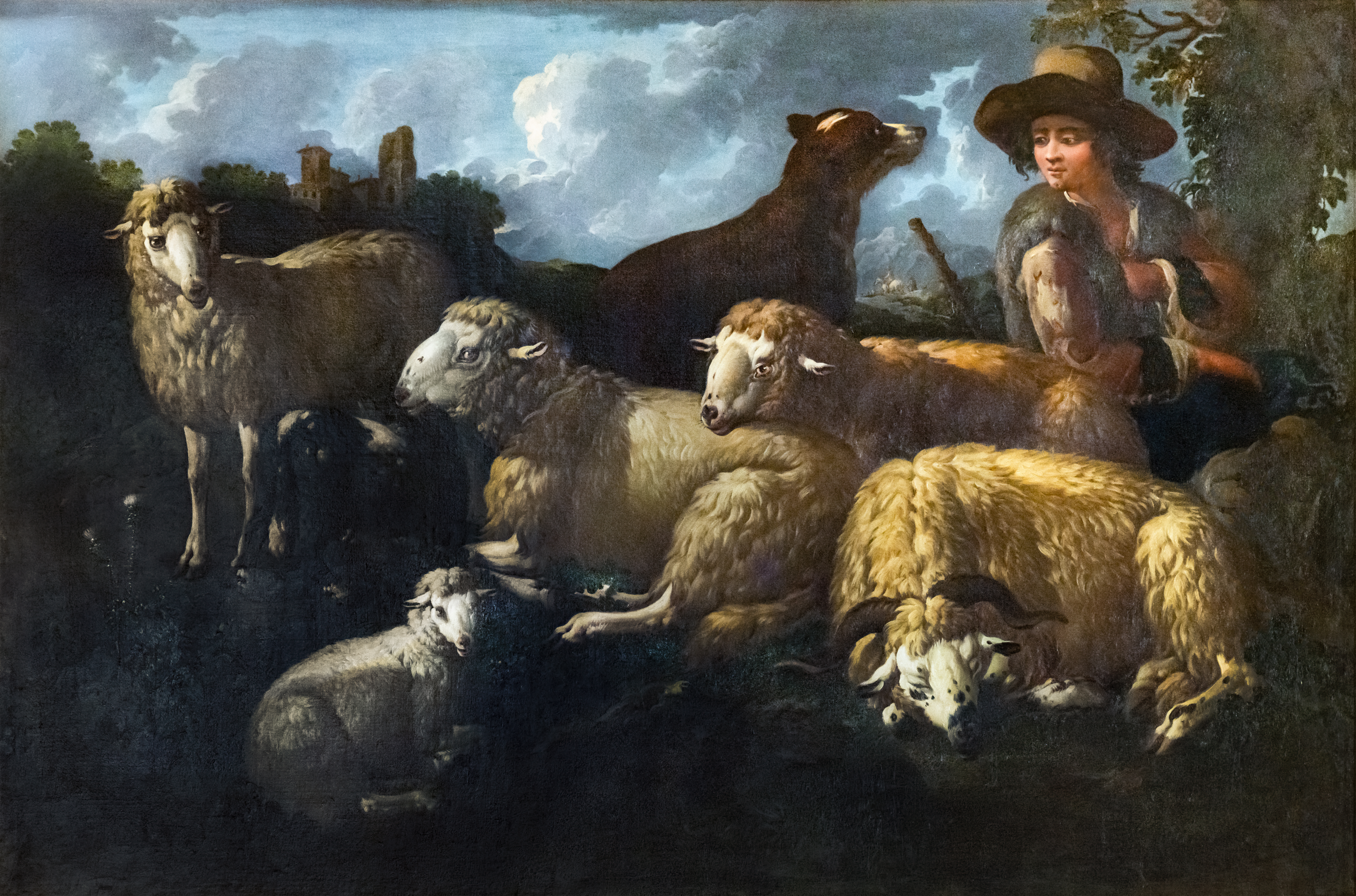
Berger et moutons, Musée d'Art et d'Histoire de Narbonne
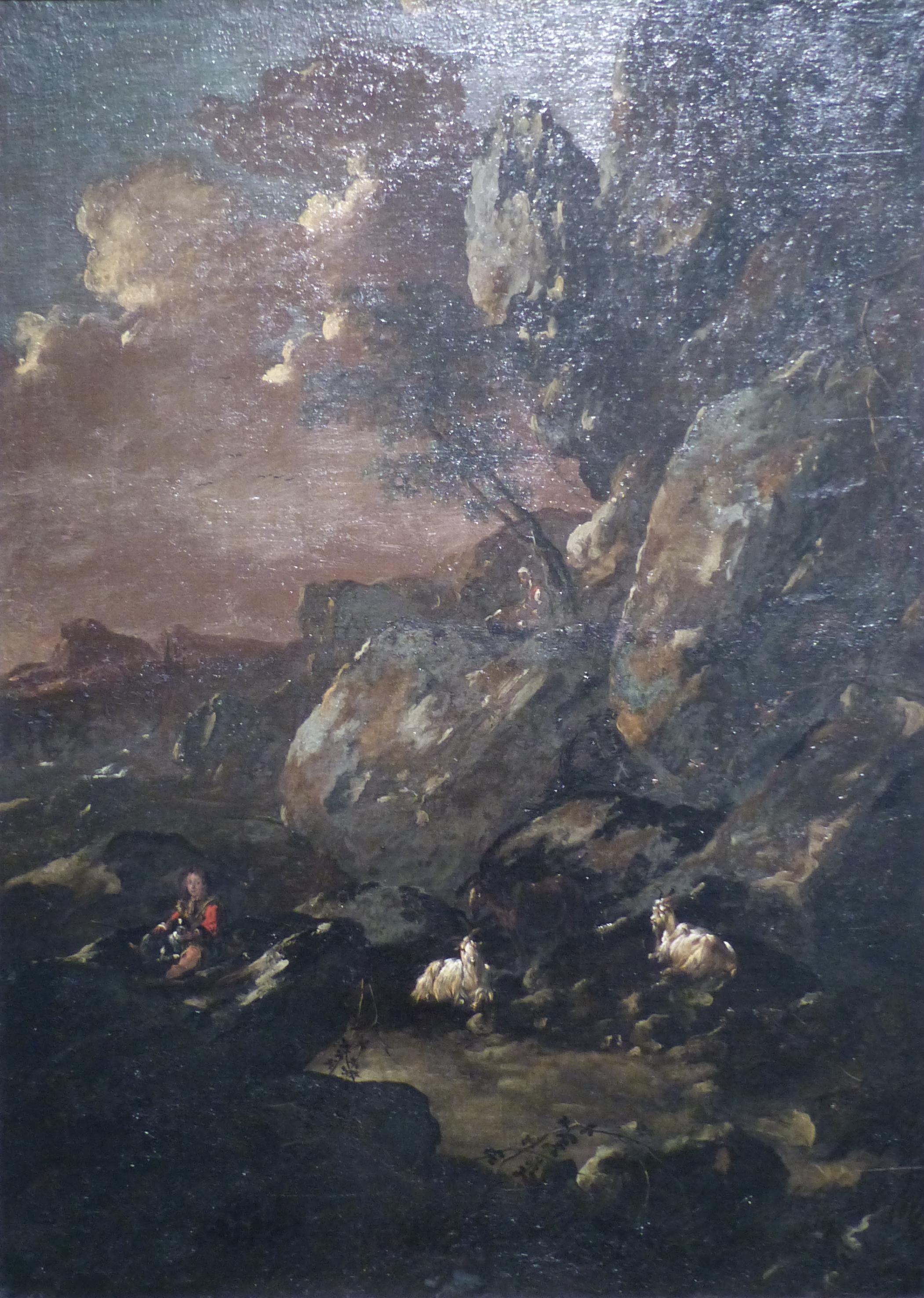
Paysage avec chèvres et chevrier, Musée des Beaux-Arts de Nîmes
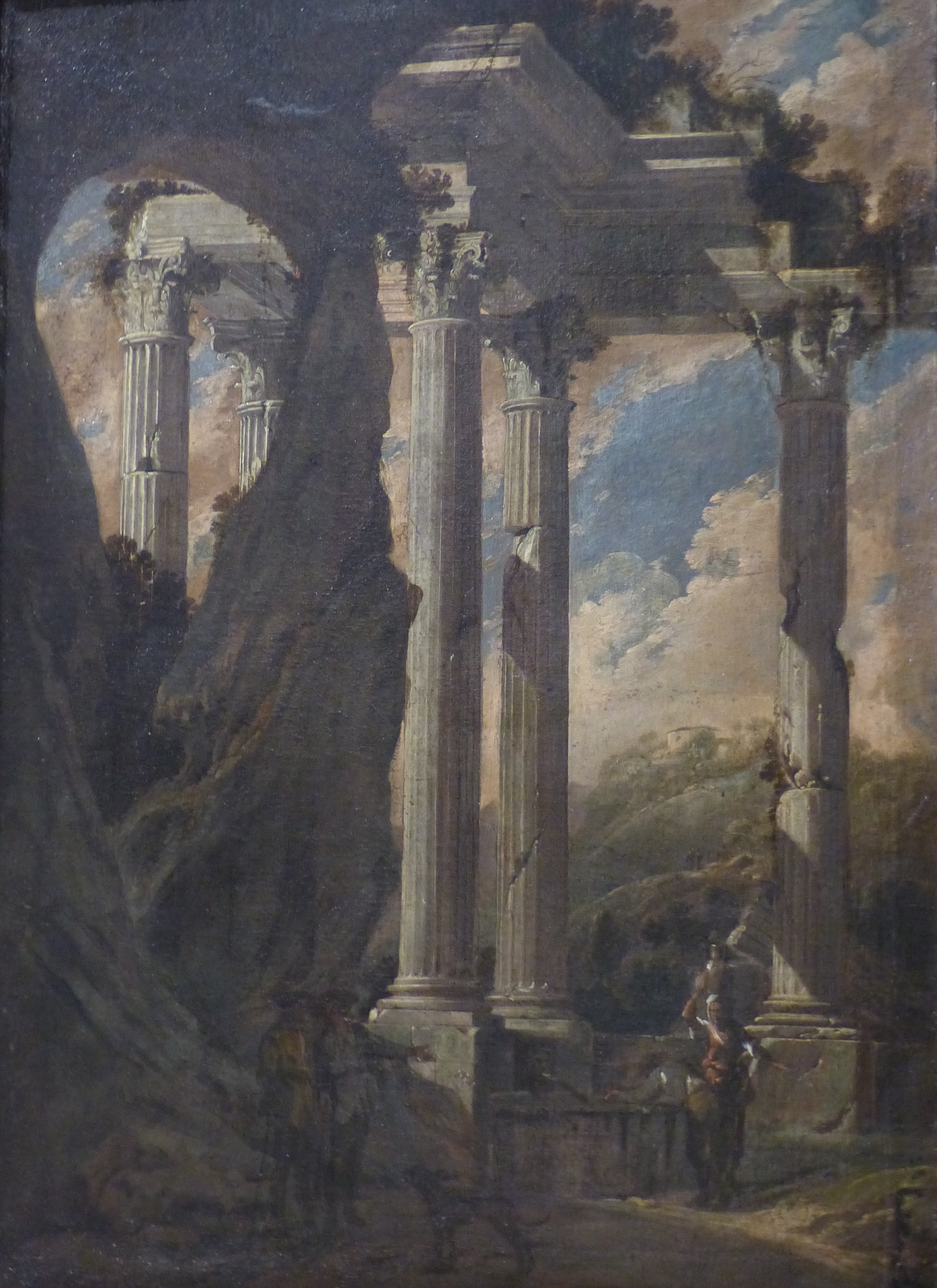
Ruines dans un paysage, Musée des Beaux-Arts de Nîmes

### Irlande
- Galerie nationale d'Irlande, Dublin, Paysage avec bétail, huile sur toile, 100x137cm.

### Italie
- Pinacothèque Tosio Martinengo, Brescia.
- Musée Fortunato Calleri, Catane, Berger avec troupeau, huile sur toile.
- Musée des Offices, Florence, onze œuvres[26] :
  - Paysage avec troupeaux, trois toiles.
  - Animal dans un paysage.
  - Berger avec troupeau.
  - Berger avec chèvres.
  - Paysage avec berger, trois toiles.
  - Paysage avec troupeaux et berger.
  - Animaux au pâturage.
- Pinacothèque de Brera, Milan :
  - Vaches et moutons au fleuve.
  - Brebis.
  - Chèvres.
- Galerie nationale de Parme, Paysage avec un cheval et d'autres animaux et Paysage avec un berger et des animaux près d'une fontaine, deux huiles sur toiles 134x171cm[27].
- Galerie Doria-Pamphilj, Rome :
  - Animaux, herbes et fruits.
  - Berger et animaux.
- Palais Chiericati, Vicence, Animaux et bergers, huile sur toile, 121x172cm[28].

### Monaco
- Palais de Monaco, « sept tableaux, parmi lesquels un paysage et quatre autres tableaux avec des figures d'animaux, achetés à un certain Jean-Joseph Dumanceau à Rome »[29].

### Pays-Bas
- Cultural Heritage Agency of the Netherlands Art Collection, Amersfoort.

### Pologne
- Musée national de Varsovie :
  - Bétail à la cascade, huile sur toile 82x94cm.
  - Troupeau en montagne, huile sur toile 84x97cm.
  - Béliers sur fond de ruines, huile sur toile 91x73cm.
- Musée des Beaux-Arts de Wroclaw, Troupeau dans la campagne romaine, deux tableaux.

### Portugal
- Musée Soares dos Reis, Porto, Paysages avec troupeaux, deux tableaux.

### Royaume-Uni
- Victoria Art Gallery (en), Bath, Paysage avec jeune berger et moutons et Mouton dans un paysage, deux huiles sur toiles 99x75cm.
- Blackburn Museum and Art Gallery (en), Blackburn, Paysage pastoral, huile sur toile 99x123cm.
- Musée et galerie d'art de Brighton, Chevrier et chèvres, huile sur toile 123x172cm.
- The Wilson (en), Cheltenham, Paysage avec bétail, chèvres et personnages, huile sur toile 87x110cm (attribution).
- McManus Galleries, Dundee, Bétail dans un paysage italien, huile sur toile 118x175cm.
- Belton House, Grantham, Jeune berger avec moutons, chèvres et bétail, huile sur toile 47x64cm.
- Walker Art Gallery, Liverpool :
  - La chasse au cerf, huile sur toile 122x163cm.
  - Bétail et moutons, huile sur toile 122x170cm.
- Government Art Collection (en), Londres, Cheval et chèvres, huile sur toile 93x65cm.
- Institut Courtauld, Londres, Paysage avec ruines et homme chargeant un âne, dessin 39x25cm[30].
- Royal Collection, Londres, Chevaux de bataille, moutons et chèvres dans des ruines, dessin, 71x101cm[31].
- Royal Society, Londres, Paysages rustiques avec bergers et animaux, deux huiles sur panneaux 307x307cm.
- Stourhead, Mere, Cascade, huile sur toile 97x67cm.
- Château de Nottingham, Berger, mouton et chien, huile sur toile 136x210cm.
- Brownsea Castle (en), Poole,Berger endormi près de ses moutons, de son bétail et de ses chèvres et Chien attaquant un taureau, deux huiles sur toiles 190x287cm.
- Sheffield Galleries and Museums Trust (en), Sheffield :
  - Paysage avec moutons, huile sur toile 171x218cm.
  - Paysage avec chèvres et bétail, huile sur toile 116x209cm.
- Southampton City Art Gallery, Paysages avec bétail, deux huiles sur toiles 122x170cm.
- Beecroft Art Gallery (en), Southend-on-Sea, Chèvres, huile sur toile 49x58cm.
- Stockport Heritage Service (en), Stockport, Animaux domestiques dans un paysage avec vieillard buvant, huile sur toile 97x134cm.
- Glynn Vivian Art Gallery (en), Swansea, Paysage avec taureau, chèvres et gardien, huile sur toile 72x111cm.
- Calke Abbey, Ticknall, Chevrier et son troupeau, huile sur toile 47x34cm.
- Nostell Gallery, Wakefield :
  - Berger avec son troupeau dans un paysage, huile sur toile 48x63cm.
  - Berger avec moutons et chèvres, huile sur toile 76x127cm.

### Russie
- Musée des beaux-Arts d'Iekaterinbourg, Le troupeau, huile sur toile, 1698.
- Musée Roumiantsev, Moscou :
  - Troupeau.
  - Brebis, berger et chien.
- Musée de l'Ermitage, Saint-Pétersbourg :
  - Animaux, quatre tableaux dont Paysage avec troupeau, huile sur toile, 139x194cm.
  - Paysage avec cascade, huile sur toile, 97x82cm.
  - Paysage avec grotte, huile sur toile, 97x81cm.

Philipp Peter Roos dans les collections russes
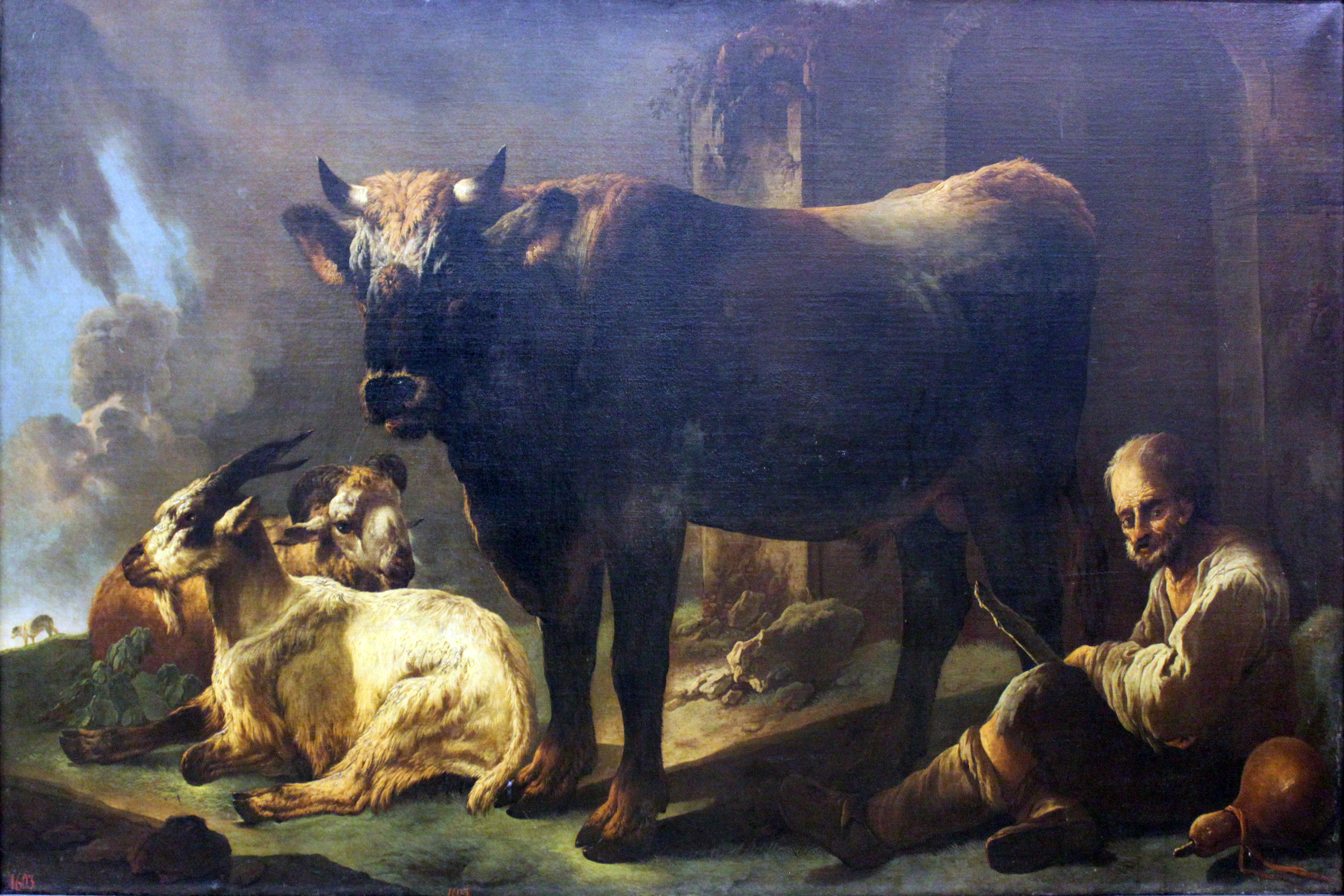
Le troupeau, Musée des Beaux-Arts d'Iekaterinbourg
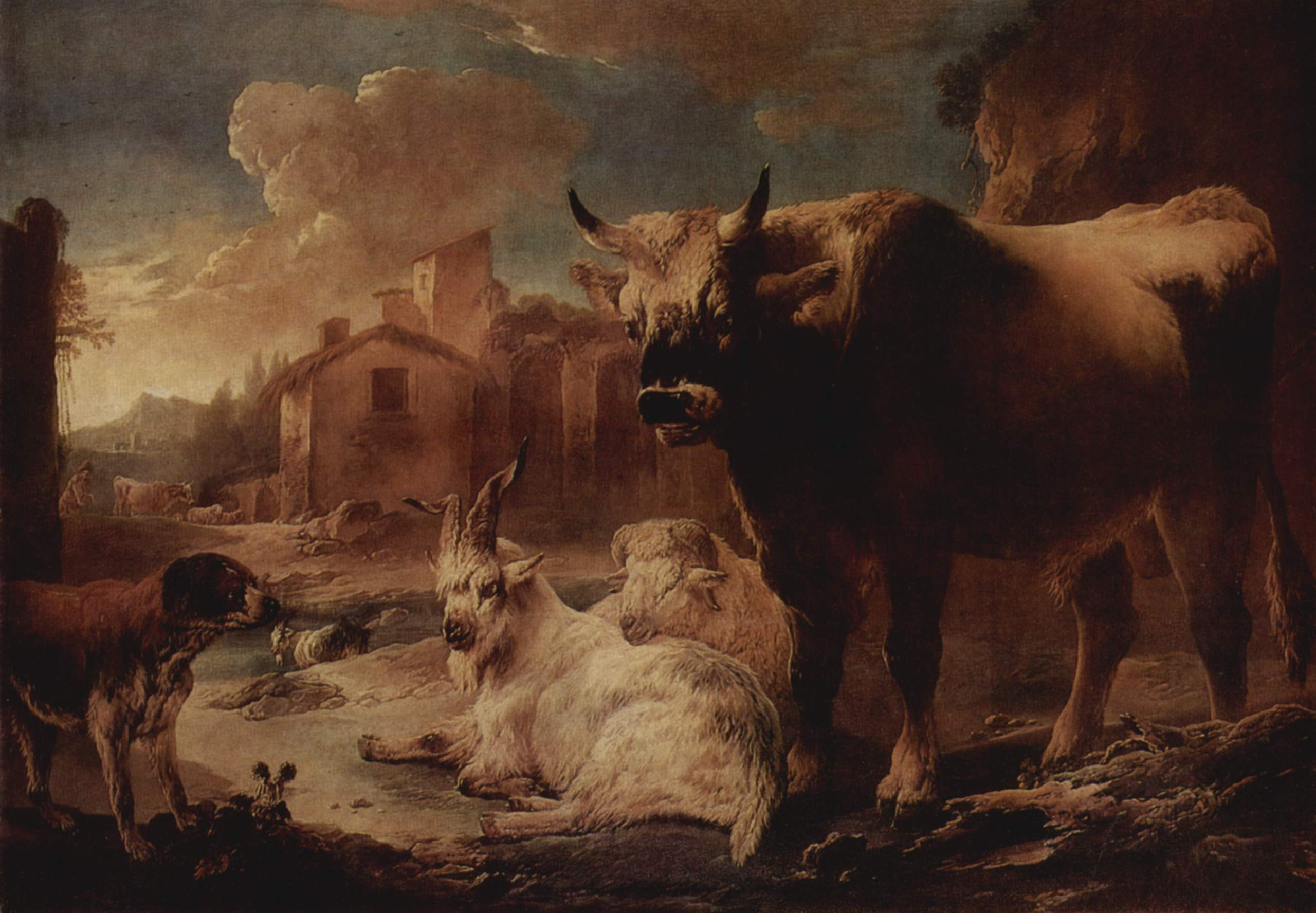
Paysage avec troupeau, Musée de l'Ermitage
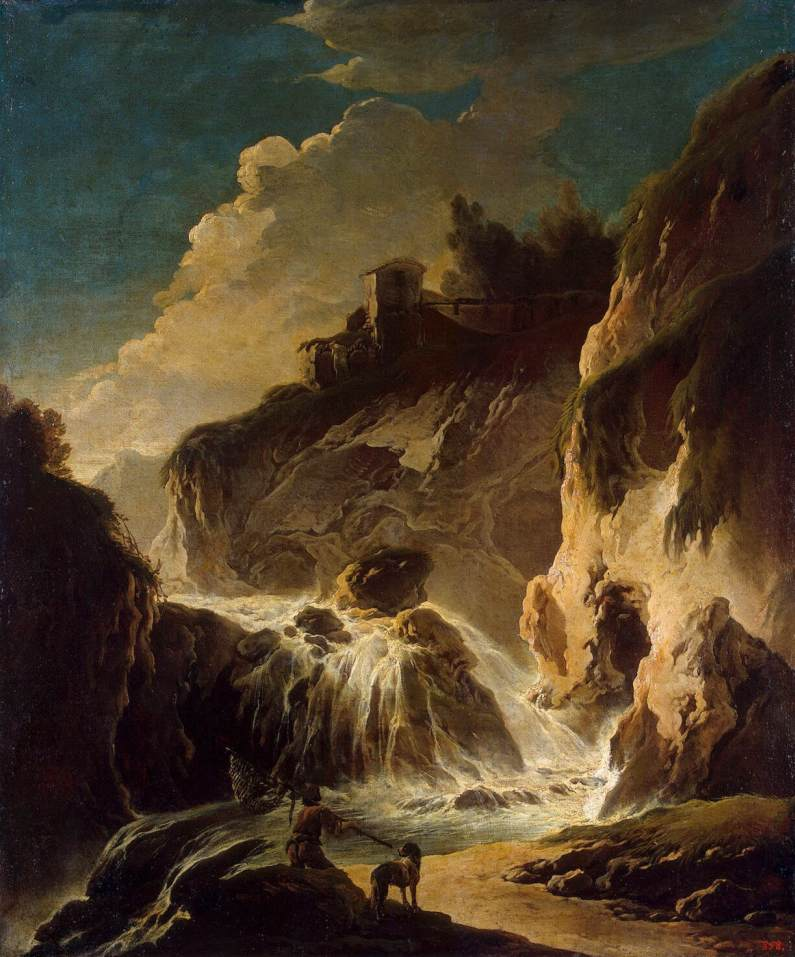
Paysage avec cascade, Musée de l'Ermitage
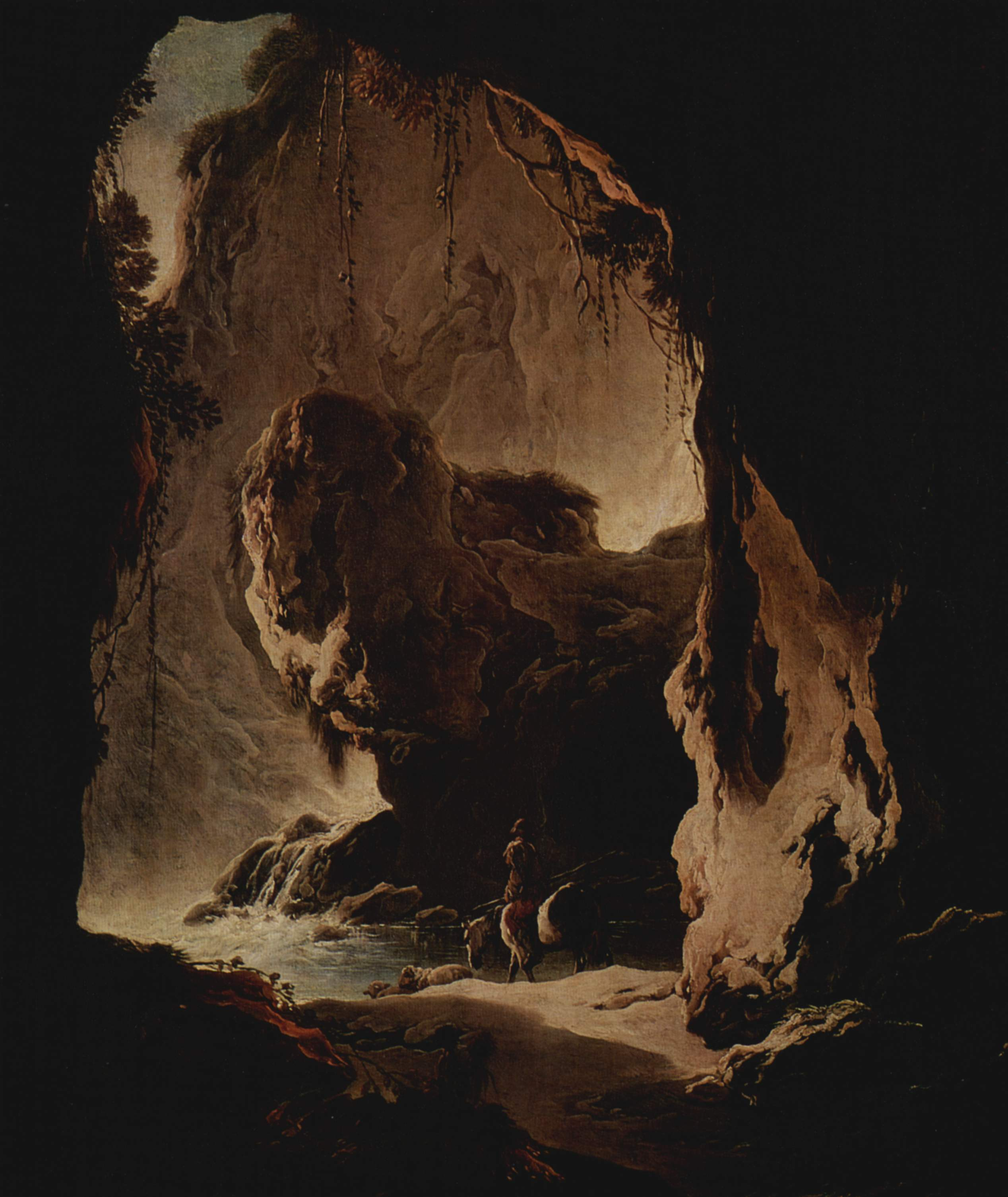
Paysage avec grotte, Musée de l'Ermitage

### Slovaquie
- Galerie nationale slovaque, Bratislava :
  - Chevrière et son troupeau, huile sur toile 69 × 101 cm, 1680.
  - Le repas du troupeau, huile sur toile 89 × 125 cm, 1680.
  - Idylle pastorale dans un paysage romantique, huile sur toile 48 × 61 cm, 1700.
  - Troupeau près d'un vieux puits, huile sur toile 48 × 62 cm, 1700.

Philipp Peter Roos dans les collections de la Galerie nationale slovaque
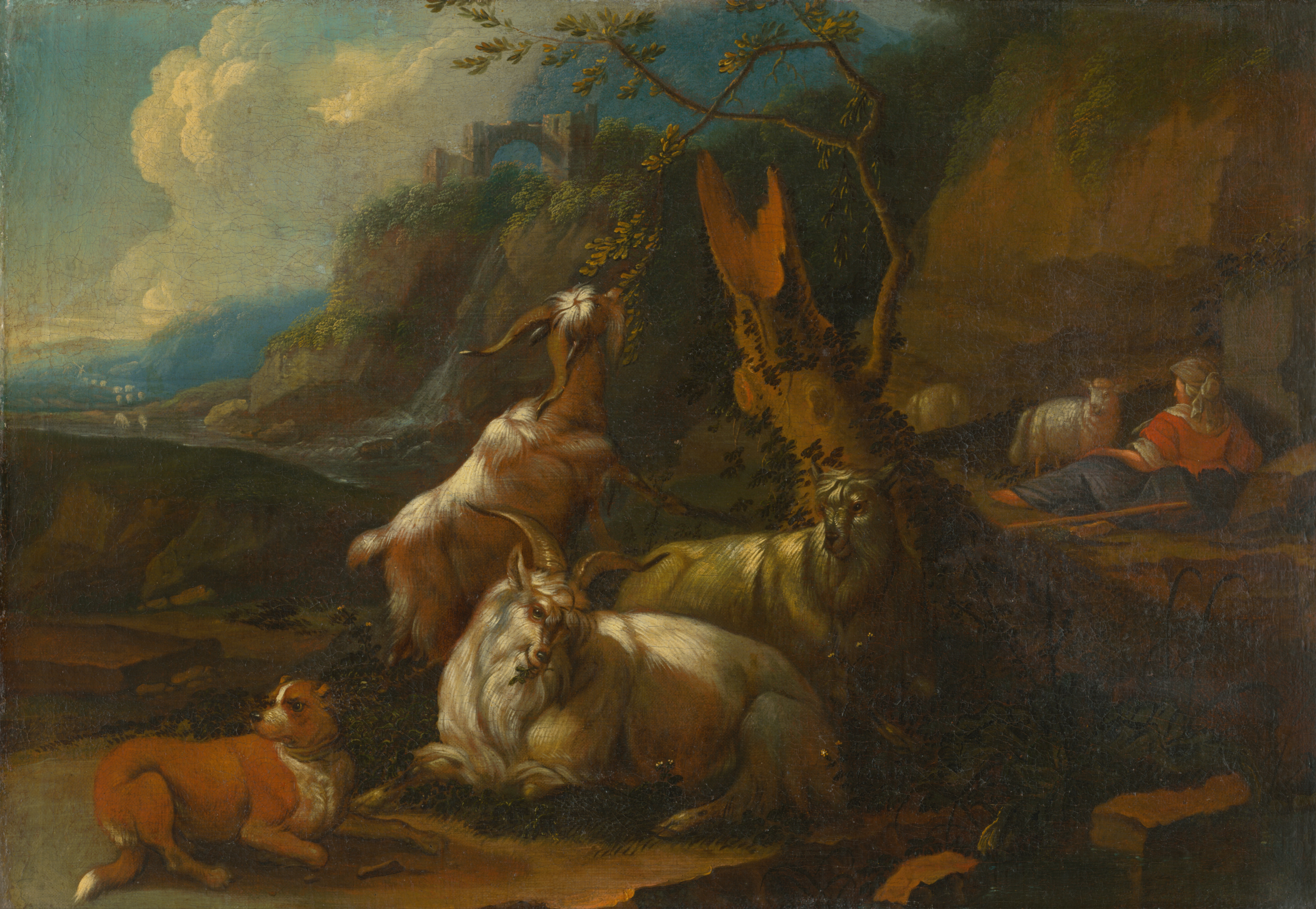
Chevrière et son troupeau
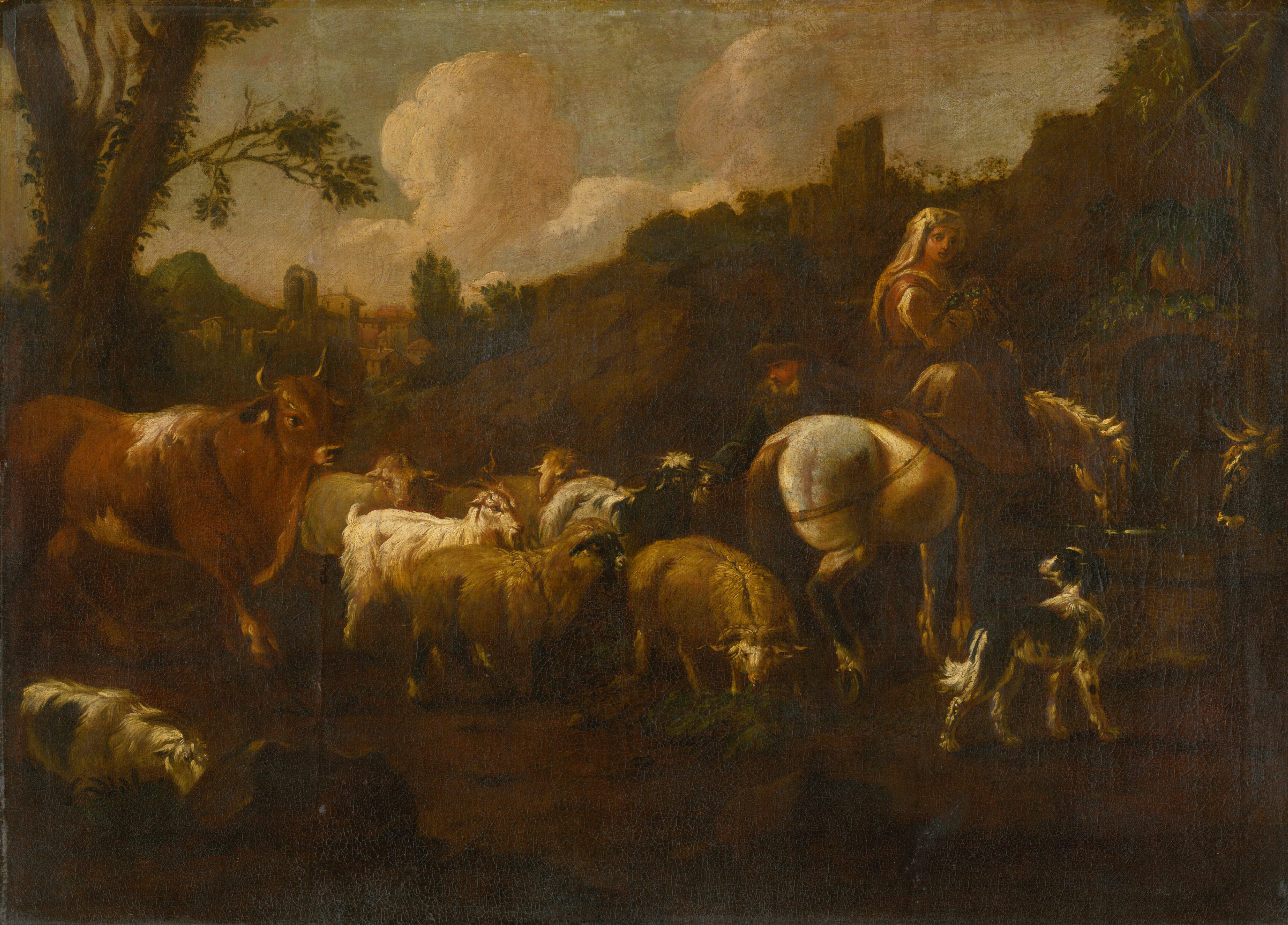
Le repas du troupeau
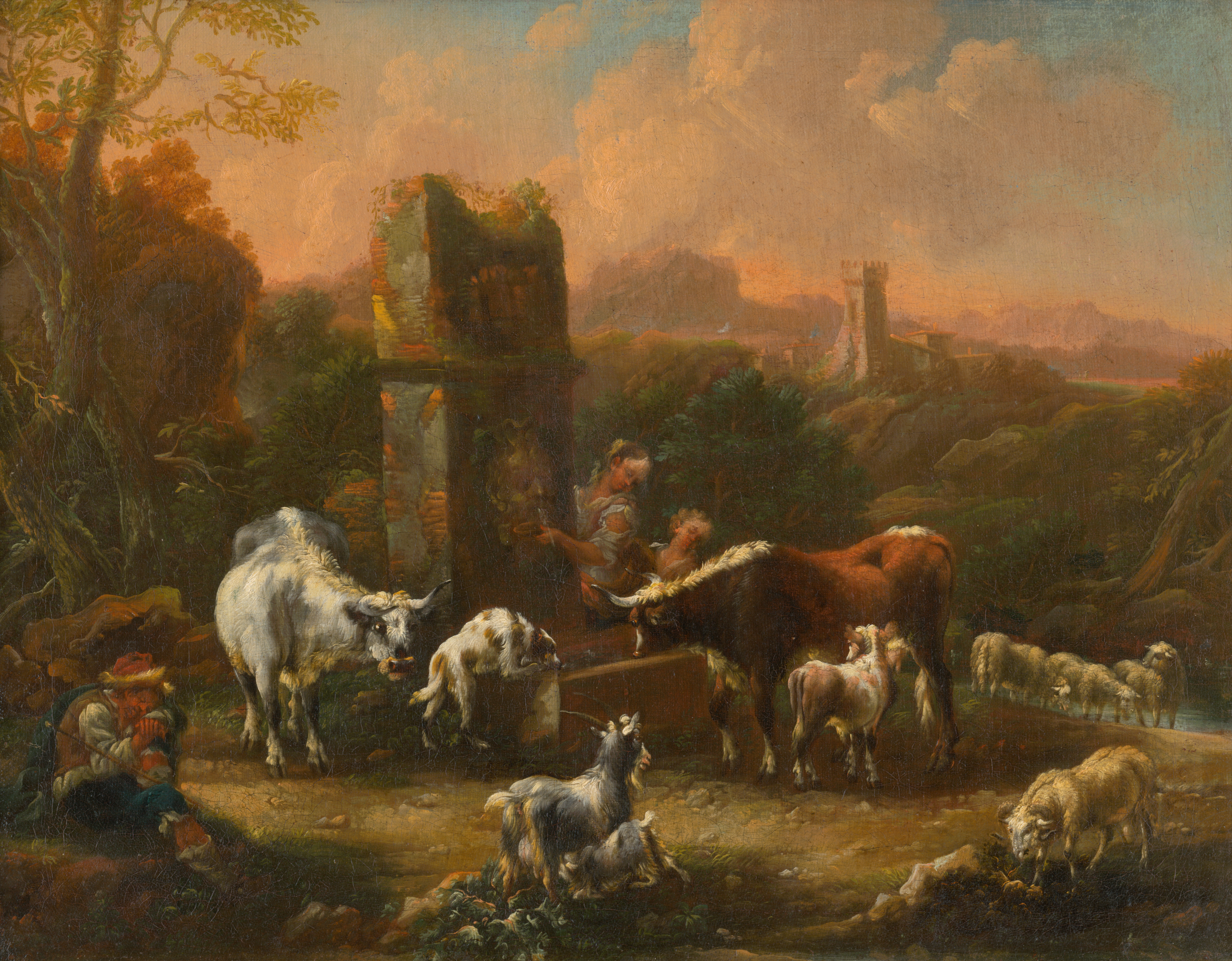
Idylle pastorale dans un paysage romantique
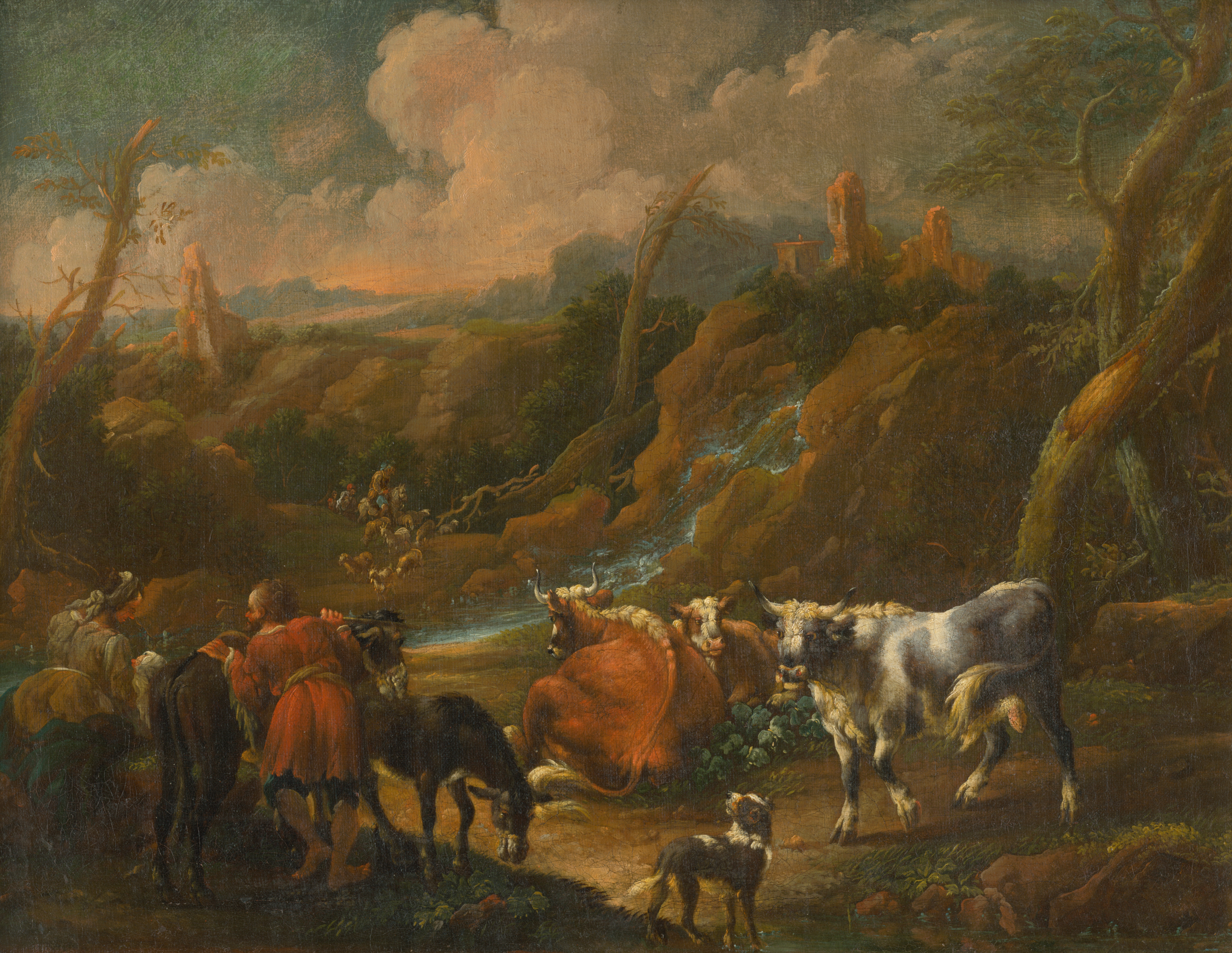
Troupeau près d'un vieux puits

### Suède
- Nationalmuseum, Stockholm[32] :
  - Chèvre au repos.
  - Lièvre mort.
  - Berger et troupeau.

### Suisse
- Musée des Beaux-Arts de Berne.

### République tchèque
- Galerie nationale de Prague, Berger avec troupeau de moutons et chèvres, huile sur toile 74x95cm[33].
- Monastère de Strahov, Prague, Berger avec chien, bouc et deux chèvres, huile sur toile 74x99cm[34].